# Grazer AK/Statistik

Der Gründungsstern von 1902. Seit der Neugründung 2013 wieder das Vereinslogo des GAK-Fußball

Auf dieser Seite sind wichtige statistische Informationen rund um den Spielbetrieb des Grazer Athletiksport-Klubs (GAK) im Fußball in aus- und einklappbaren Tabellen sowie verlinkten Seiten zusammengefasst. Dazu kommen Meisterschaftsplatzierungen bzw. Meistertafeln der anderen Sektionen bzw. Zweigvereine des Allroundsportklubs.

## Der Gesamtverein
| Die Vereinsgründer: |
| ------------------- |
| Anton Blaschek      |
| Robert Brodner      |
| Rudolf Brodner      |
| Franz Egger         |
| Cornelius Hoffer    |
| Fritz Köhler        |
| August Maggi        |
| Albert Maresch      |
| Carl Ludwig Markel  |
| Raimund Novak       |
| Max Pfeiffer        |
| Franz Seeger        |
| Fritz Schmiderer    |
| Franz Schreiner     |
| Julius Stanger      |
| Rudolf Stanger      |
| Fritz Starkel       |

| Die geschäftsführenden Obmänner/Präsidenten:                        | Die geschäftsführenden Obmänner/Präsidenten: |
| ------------------------------------------------------------------- | -------------------------------------------- |
| Carl Rieckh                                                         | 21. Juli 1902 – 18. Oktober 1902             |
| Franz Schreiner                                                     | Oktober 1902 – Jänner 1904                   |
| Franz Seeger                                                        | Jänner 1904 – Februar 1906                   |
| Max Leitgebel sen.                                                  | Februar 1906 – 30. Jänner 1908               |
| Eduard Krodemansch                                                  | Jänner 1908 – 21. Februar 1913               |
| Albin Sorger-Domenigg                                               | Februar 1913 – März 1919                     |
| Eduard Krodemansch                                                  | März 1919 – Februar 1920                     |
| Adolf Fizia                                                         | Februar 1920 – Dezember 1923                 |
| Eduard Krodemansch                                                  | Dezember 1923 – 1930                         |
| Bruno Pfab                                                          | 1931 – 1932                                  |
| Franz Ircher                                                        | 1933 – 1934                                  |
| Franz Hütter                                                        | 1935                                         |
| Georg Müller                                                        | 1936 – 1940                                  |
| Armin Arbeiter                                                      | 1941 – 1945 (Vereinsführer)                  |
| Paul Widowitz                                                       | 1945                                         |
| Roman Posch                                                         | 1946 – 1949                                  |
| Konrad Reinthaler                                                   | 1949 – 1955                                  |
| Hermann Fritz                                                       | 1955 – 1957                                  |
| Viktor Patzenhauer                                                  | 1957 – 1960                                  |
| Konrad Reinthaler                                                   | 1960 – 1977                                  |
| Alfred Grengg                                                       | 1977 – 1982                                  |
| Karl-Heinz Wiener-Pucher                                            | 1982 – 2006                                  |
| Michael Nierhaus                                                    | 2006 – 2010                                  |
| Michael Ruckenstuhl                                                 | seit 2010                                    |
| Ehrenobmänner bzw. -präsidenten                                     |                                              |
| Johann Graf Meran †                                                 |                                              |
| Eduard Krodemansch †                                                |                                              |
| Armin Arbeiter †                                                    |                                              |
| Karl-Heinz Wiener-Pucher † (angetragen, doch unklar, ob angenommen) |                                              |

## Die Fußballsektion bzw. die Fußball-Zweigvereine
| Die Obmänner bzw. Präsidenten (Auswahl):                                     | Die Obmänner bzw. Präsidenten (Auswahl): |
| ---------------------------------------------------------------------------- | ---------------------------------------- |
| Eduard Sartory, Franz Ircher                                                 | vor 1945                                 |
| Josef Fiedler/Karl Fiedler/Bruno Steinbauer                                  | 1946                                     |
| Julius Stanger                                                               | 1949                                     |
| Karl Fiedler/R. Lieschnig/Julius Stanger                                     | 1952                                     |
| Konrad Reinthaler                                                            | 1960 – 1965                              |
| Franz Allitsch                                                               | 1966                                     |
| Rupert Mild                                                                  | 1967 – 1968                              |
| Franz Allitsch                                                               | 1969 – 1972                              |
| Karl Naimer                                                                  | 1973 – 1974                              |
| Alois Schönberger                                                            | 1974                                     |
| Horst Melcher                                                                | 1975 – 1976                              |
| Konrad Reinthaler                                                            | 1976                                     |
| Heribert Kasper                                                              | 1976                                     |
| Anton Kürschner                                                              | 1977 – 1987                              |
| Peter Tabor                                                                  | 1987 – 1989                              |
| Adolf Heschl                                                                 | 1989 – 1991                              |
| Harald Fischl                                                                | 1991 – 1998                              |
| Peter Svetits                                                                | 1998 – 2002                              |
| Rudolf Roth                                                                  | 2002 – 2005                              |
| Harald Sükar                                                                 | 2005 – 2006                              |
| Stephan Sticher                                                              | 2006 – 2007                              |
| Direktorium (Harald Fischl, Wolfgang Egi, Peter Schroll, Michael Gaisbacher) | 2007 – 2008                              |
| Anton Kürschner                                                              | 2008 – 2010                              |
| Benedikt Bittmann                                                            | 2010 – 2012                              |
| Piet Hoyos                                                                   | 2012 – 2013                              |
| Harald Rannegger                                                             | 2013 – 2019                              |
| René Ziesler                                                                 | seit 2019                                |
| Ehrenpräsidenten/-obmänner:                                                  |                                          |
| Evaristo di Lenardo †                                                        |                                          |
| Konrad Reinthaler†                                                           |                                          |
| Franz Allitsch †                                                             |                                          |
| Heribert Kasper†                                                             |                                          |
| Anton Kürschner                                                              |                                          |
| Harald Fischl                                                                |                                          |
| Rudolf Roth                                                                  |                                          |

| Die Spielstätten:                         | Die Spielstätten: | Die Spielstätten: | Die Spielstätten: |
| Name                                      | Jahre             | max. Kapazität    | Bemerkungen |
| ----------------------------------------- | ----------------- | ----------------- | --- |
| Stadion Körösistraße (GAK-Platz)          | 1902 – 1975       | 12.000            | v. a. (internationale) Flutlichtspiele nach 1955, Wochentagsmeisterschaftsspiele 1971 – 1974 im Stadion Liebenau, einzelne Spiele auf den Heimstätten des Grazer SC und der ESV Austria Graz (SC Südbahn bzw. Reichsbahn Graz) |
| Bundesstadion Liebenau                    | 1975 – 1986       | 22.000            | |
| Stadion Körösistraße (Casino Stadion GAK) | 1986 – 1996       | 9.000             | mit Zusatztribünen max. Kapazität 11.000 |
| Alpenstadion Kapfenberg                   | 1996/97           | 10.000            | letzte Heimspiele wieder im Stadion Körösistraße (Casino Stadion GAK) |
| Stadion Liebenau                          | 1997 – 2007       | 15.400            | |
| Stadion Liebenau                          | 2007 – 2012       | 15.400            | einzelne Spiele im GAK-Trainingszentrum (heute: Sportzentrum Graz-Weinzödl) |
| Sportzentrum Graz-Weinzödl                | 2013 – 2019       | 2.500             | Saison 2018/19 einzelne Spiele (Derby, ÖFB-Cup) im Stadion Liebenau bzw. Stadion Gratkorn (Freundschaftsspiel gegen Austria Salzburg am 3. März 2018)                                                                          |
| Stadion Liebenau                          | seit 2019/20      | 16.300            | Saison 2019/20 Heimspiele ohne Zuschauer ab der 20. Runde aus wirtschaftlichen Gründen im Stadion Gleisdorf, für die Saison 2020/21 unterschiedliche Maximalkapazitäten/Geisterspiele aufgrund Covid-Krise                     |

| Zuschauerstatistik Heimspiele seit 1950:                                     | Zuschauerstatistik Heimspiele seit 1950: | Zuschauerstatistik Heimspiele seit 1950: | Zuschauerstatistik Heimspiele seit 1950: | Zuschauerstatistik Heimspiele seit 1950: |
| Saison                                                                       | Liga                                     | Spiele                                   | Gesamt                                   | Durchschnitt                             |
| ---------------------------------------------------------------------------- | ---------------------------------------- | ---------------------------------------- | ---------------------------------------- | ---------------------------------------- |
| 2024/25                                                                      | Bundesliga                               | 16                                       | 130.798                                  | 8175                                     |
| 2023/24                                                                      | 2. Liga (2. Liga)                        | 15                                       | 85458                                    | 5697                                     |
| 2022/23                                                                      | 2. Liga (2. Liga)                        | 15                                       | 60759                                    | 4051                                     |
| 2021/22                                                                      | 2. Liga (2. Liga)                        | 14 (15)                                  | 31024                                    | 2216                                     |
| 2020/21                                                                      | 2. Liga (2. Liga)                        | 5 (15)                                   | 9921                                     | 1984                                     |
| 2019/20                                                                      | 2. Liga (2. Liga)                        | 7 (15)                                   | 26421                                    | 3302                                     |
| 2018/19                                                                      | Regionalliga Mitte (3. Liga)             | 15                                       | 34480                                    | 2298                                     |
| 2017/18                                                                      | Landesliga Steiermark (4. Liga)          | 15                                       | 30298                                    | 2020                                     |
| 2016/17                                                                      | Oberliga Mitte (5. Liga)                 | 13                                       | 24836                                    | 1910                                     |
| 2015/16                                                                      | Unterliga Mitte (6. Liga)                | 13                                       | 19254                                    | 1481                                     |
| 2014/15                                                                      | Gebietsliga Mitte (7. Liga)              | 13                                       | 16840                                    | 1295                                     |
| 2013/14                                                                      | 1. Klasse Mitte A (8. Liga)              | 11                                       | 15835                                    | 1440                                     |
| 2012/13                                                                      | Regionalliga Mitte (3. Liga)             | 6                                        | 10153                                    | 1692                                     |
| 2011/12                                                                      | Regionalliga Mitte (3. Liga)             | 15                                       | 54174                                    | 3612                                     |
| 2010/11                                                                      | Regionalliga Mitte (3. Liga)             | 15                                       | 38882                                    | 2592                                     |
| 2009/10                                                                      | Regionalliga Mitte (3. Liga)             | 15                                       | 27353                                    | 1824                                     |
| 2008/09                                                                      | Regionalliga Mitte (3. Liga)             | 14                                       | 36249                                    | 2589                                     |
| 2007/08                                                                      | Regionalliga Mitte (3. Liga)             | 15                                       | 32357                                    | 2157                                     |
| 2006/07                                                                      | Bundesliga                               | 18                                       | 103873                                   | 5771                                     |
| 2005/06                                                                      | Bundesliga                               | 18                                       | 133491                                   | 7416                                     |
| 2004/05                                                                      | Bundesliga                               | 18                                       | 151130                                   | 8396                                     |
| 2003/04                                                                      | Bundesliga                               | 18                                       | 162123                                   | 9007                                     |
| 2002/03                                                                      | Bundesliga                               | 18                                       | 124543                                   | 6919                                     |
| 2001/02                                                                      | Bundesliga                               | 18                                       | 131300                                   | 7294                                     |
| 2000/01                                                                      | Bundesliga                               | 18                                       | 96860                                    | 5381                                     |
| 1999/00                                                                      | Bundesliga                               | 18                                       | 85864                                    | 4770                                     |
| 1998/99                                                                      | Bundesliga                               | 18                                       | 129126                                   | 7174                                     |
| 1997/98                                                                      | Bundesliga                               | 18                                       | 157669                                   | 8759                                     |
| 1996/97                                                                      | Bundesliga                               | 18                                       | 81500                                    | 4528                                     |
| 1995/96                                                                      | Bundesliga                               | 18                                       | 90500                                    | 5028                                     |
| 1994/95                                                                      | 2. Division                              | 15                                       | 33098                                    | 2207                                     |
| 1993/94                                                                      | 2. Division                              | 15                                       | 20400                                    | 1360                                     |
| 1992/93                                                                      | 2. Division                              | 11                                       | 20476                                    | 1861                                     |
| 1991/92                                                                      | 2. Division                              | 11                                       | 17488                                    | 1590                                     |
| 1990/91                                                                      | 2. Division                              | 18                                       | 21700                                    | 1206                                     |
| 1989/90                                                                      | 1. Division                              | 11                                       | 39800                                    | 3618                                     |
| 1988/89                                                                      | 1. Division                              | 18                                       | 68800                                    | 3822                                     |
| 1987/88                                                                      | 1. Division                              | 18                                       | 109000                                   | 6056                                     |
| 1986/87                                                                      | 1. Division                              | 11                                       | 48500                                    | 4409                                     |
| 1985/86                                                                      | 1. Division                              | 18                                       | 82600                                    | 4589                                     |
| 1984/85                                                                      | 1. Division                              | 15                                       | 57000                                    | 3800                                     |
| 1983/84                                                                      | 1. Division                              | 14                                       | 52000                                    | 3714                                     |
| 1982/83                                                                      | 1. Division                              | 15                                       | 53000                                    | 3533                                     |
| 1981/82                                                                      | 1. Division                              | 18                                       | 99000                                    | 5500                                     |
| 1980/81                                                                      | 1. Division                              | 18                                       | 107350                                   | 5964                                     |
| 1979/80                                                                      | 1. Division                              | 18                                       | 138000                                   | 7667                                     |
| 1978/79                                                                      | 1. Division                              | 18                                       | 103000                                   | 5722                                     |
| 1977/78                                                                      | 1. Division                              | 18                                       | 84700                                    | 4706                                     |
| 1976/77                                                                      | 1. Division                              | 18                                       | 70000                                    | 3889                                     |
| 1975/76                                                                      | 1. Division                              | 18                                       | 101500                                   | 5639                                     |
| 1974/75                                                                      | Nationalliga (2. Liga)                   | 13                                       | 32140                                    | 2296                                     |
| 1973/74                                                                      | Nationalliga                             | 16                                       | 52045                                    | 3252                                     |
| 1972/73                                                                      | Nationalliga                             | 15                                       | 69816                                    | 4654                                     |
| 1971/72                                                                      | Nationalliga                             | 15                                       | 81774                                    | 5452                                     |
| 1970/71                                                                      | Nationalliga                             | 15                                       | 82700                                    | 5513                                     |
| 1970                                                                         | Nationalliga                             | 14                                       | 59954                                    | 4283                                     |
| 1969                                                                         | Nationalliga                             | 15                                       | 75000                                    | 5000                                     |
| 1967                                                                         | Nationalliga                             | 12                                       | 69084                                    | 5757                                     |
| 1965/66                                                                      | Nationalliga                             | 13                                       | 64266                                    | 4944                                     |
| 1964/65                                                                      | Staatsliga A                             | 13                                       | 78494                                    | 6038                                     |
| 1963/64                                                                      | Staatsliga A                             | 13                                       | 77506                                    | 5962                                     |
| 1962/63                                                                      | Staatsliga A                             | 13                                       | 85995                                    | 6615                                     |
| 1961/62                                                                      | Staatsliga A                             | 13                                       | 72657                                    | 5589                                     |
| 1960/61                                                                      | Staatsliga A                             | 13                                       | 79794                                    | 6138                                     |
| 1959/60                                                                      | Staatsliga A                             | 13                                       | 48000                                    | 3693                                     |
| 1958/59                                                                      | Staatsliga A                             | 13                                       | 59500                                    | 4577                                     |
| 1957/58                                                                      | Staatsliga A                             | 13                                       | 63000                                    | 4846                                     |
| 1956/57                                                                      | Staatsliga A                             | 13                                       | 67000                                    | 5154                                     |
| 1955/56                                                                      | Staatsliga A                             | 13                                       | 73500                                    | 5654                                     |
| 1954/55                                                                      | Staatsliga A                             | 13                                       | 56500                                    | 4346                                     |
| 1953/54                                                                      | Staatsliga A                             | 13                                       | 63500                                    | 4885                                     |
| 1952/53                                                                      | Staatsliga A                             | 13                                       | 72500                                    | 5577                                     |
| 1951/52                                                                      | Staatsliga A                             | 13                                       | 66500                                    | 5115                                     |
| 1950/51                                                                      | Staatsliga B (2. Liga)                   | 14                                       | 74009                                    | 5286                                     |
| Quellen: transfermarkt.at, www.grazer.at, austriasoccer.at, GAK-Mitteilungen |                                          |                                          |                                          |                                          |

### Titel und Erfolge
Der GAK war mehr als 50 Spielzeiten (1951–1974, 1975–1990, 1995–2007, ab 2024/25) in der höchsten österreichischen Fußball-Liga vertreten:
- 1 × Österreichischer Meister: 2004
- 4 × Österreichischer Pokalsieger: 1981, 2000, 2002, 2004
- 2 × Supercup-Sieger: 2000, 2002
- 4 × Meister 2. Spielklasse: 1975 (Nationalliga), 1993 (Aufstiegs-Playoff), 1995 (2. Division), 2024 (2. Liga)
- 2 × Meister der Regionalliga Mitte (2. Spielklasse): 2012, 2019
- 3 × Österreichischer Amateurstaatsmeister: 1929, 1932, 1933 (Rekordmeister)
- 11 × Steirischer Landesmeister: 1922, 1924, 1926, 1927, 1928, 1929, 1930, 1931, 1932, 1933, 2018 (Rekordmeister)
- 4 × Sieger des Grazer (Herbst-)Messepokals: 1906, 1911, 1913, 1925 (Rekordsieger)
- 1 × (inoffizieller) Steirischer Landescupsieger: 1922, 1927?
- 5 × Sieger des Grazer Hallenturniers: 1979, 1982, 1986, 1995, 1998 (1964 Sieger des 1. Hallenturniers in Graz)
- 1 × Intertoto-Cup Gruppensieger: 1978 (Teilnahmen: 1977–1979, 1986, 1988, 1989, 1997)

Meistertitel seit der Neugründung:
- 2 × Meister 1. Klasse Mitte A (8. Spielklasse) 2013/14, 2015/16 (KM II) und Aufstieg in die Gebietsliga Mitte (7. Spielklasse) 2014/15, 2016/17 (KM II)
- 2 × Meister der Gebietsliga Mitte (7. Spielklasse) 2014/15, 2018/19 (KM II) und Aufstieg in die Unterliga Mitte (6. Spielklasse) 2015/16, 2019/20 (KM II)
- 1 × Meister der Unterliga Mitte 2015/16 (6. Spielklasse) und Aufstieg in die Oberliga Mitte-West 2016/17 (5. Spielklasse)
- 1 × Meister der Oberliga Mitte-West 2016/17 (5. Spielklasse) und Aufstieg in die Landesliga Steiermark 2017/18 (4. Spielklasse)
- 1 × Meister der Landesliga Steiermark 2017/18 (4. Spielklasse) und Aufstieg in die Regionalliga Mitte 2018/19 (3. Spielklasse)
- 1 × Meister der Regionalliga Mitte 2018/19 (3. Spielklasse) und Aufstieg in die 2. Liga 2019/20 (2. Spielklasse)

Meistertitel im Frauenfußball
- 2 × Meister der Frauen-Landesliga 2022/23, 2023/24 (3. Spielklasse, jeweils Relegation 2. Frauen-Bundesliga)
- 2 × Meister der Frauen-Oberliga Mitte-Nord (4. Spielklasse) 2021/22, 2024/25 (KM II) und Aufstieg in die Frauen-Landesliga (3. Spielklasse)
- 2 × steirischer Landescupsieger 2023, 2024

Weiteres:
- 2 × Österreichischer Vizemeister: 2003, 2005 (3. Platz: 1973, 1982, 1998, 1999, 2001, 2002)
- 2 × Vizemeister der 2. Spielklasse: 1951, 2023 (3. Platz: 1994)
- 1 × österreichischer Vizehallenmeister: 1984
- 1 × Österreichischer Vizeamateurmeister: 1931
- 2 × Österreichischer Cup-Finalist: 1962, 1968 (Semifinalist: 1959, 1961, 1982, 1992, 1994, 1996, 2005, 2019)
- 1 × Finalist Österreichischer Supercup: 2004
- 1 × Vizemeister der Regionalliga Mitte (2. Spielklasse): 2009 (3. Platz: 2008, 2011)
- 8 × steirischer Vizemeister: 1921, 1923, 1925, 1934, 1936 – 2. Mannschaft: 1997, 2006 (3. Platz: 1941, 1944, 1949, 1950 – 2. Mannschaft: 2004, 2005)
- 5 × Finalist des Grazer (Herbst-)Messepokals: 1906 (2. Mannschaft), 1907, 1908, 1910, 1924 (Semifinale: 1909)
- 5 × Finalist des steirischen Landescups: 1932, 1935, 1936, 1947, 1948 (Semifinalist: 1950, 2017, 2018)
- 6 × Finalist des Grazer Hallenturniers: 1984, 1992, 1993, 1996, 1997, 1999 (Semifinalist: 1976, 1978, 1980, 1981, 1985, 2001)
- 3 × Österreichische Nachwuchstitel: 1976 (Junioren), 1992 (BNZ), 2006 (AKA U15)

Torschützenkönige – 1. Liga:
- Ronald Brunmayr 2002
- Roland Kollmann 2004, beide je 27 Tore

Regionalliga Mitte (3. Liga):
- Herbert Rauter 2011 (22 Tore) und 2012 (23 Tore)

Steirische Landesliga:
- Stefan Kölly 1950

### Trainer
| Die Trainer des GAK-Fußball von 1902 bis heute: | Die Trainer des GAK-Fußball von 1902 bis heute: | Die Trainer des GAK-Fußball von 1902 bis heute: | Die Trainer des GAK-Fußball von 1902 bis heute: |
| --- | --- | --- | --- |
| - 1902 – 1948: - 1902: Franz Egger - 1904: Robert Brodner - 1905–1906: Anton Blaschek - 1907: Wolfgang Leitgebel - 1920er: Friedrich, Otto Rosner - 1923/24 Johann Kowanda - 1925/26, 28: Major Hugo Opitz - 1923/1926: Johann Ehrlich - 1929: Anton Smolnik - 1930–33: Josef Haist - 1948–1951: Karl Mütsch - 1951–1952: Josef Pojar - 1952: Engelbert Smutny - 1953–1954: Karl Mütsch - 1954–1957: Alfred Pestitschek - 1957–1960: János Szép - 1960–1962: Ferdinand Fritsch - 1962–1963: Juan Schwanner - 1963–1964: Fritz Pimperl - 1964: Milan Zeković - 1964–1965: Karl Durspekt | - 1965–1967: Karl Kowanz - 1967–1969: Fritz Kominek - 1969–1970: Vlado Šimunić - 1970–1971: Karl Durspekt - 1971–1973: Helmut Senekowitsch - 1973–1974: Alfred Günthner - 1974–1975: Hans Hipp - 1975–1977: Hermann Stessl - 1977 (Interim.): Hermann Repitsch - 1977–1978: Gerd Springer - 1978 (Interim.): Walter Koleznik - 1978–1981: Václav Halama - 1981 (Runde 1 – 14): Zlatko Čajkovski - 1981–1984: August Starek - 1984–1985: Helmut Senekowitsch - 1985–1986: Gernot Fraydl - 1986–1987: Adolf Blutsch - 1987–1988: Adi Pinter - 1988–1989: Václav Halama - 1989: Karl Philipp - 1989–1990: Adi Pinter - 1990: Heinz Binder | - 1990–1992: Savo Ekmečić - 1992–1993: Milan Miklavić - 1993–1996: Hans-Ulrich Thomale - 1996: Ljupko Petrović - 1996 (Interim., 9. Runde): Hans-Peter Schaller - 1996–1997: August Starek - 1997–2000: Klaus Augenthaler - 2000: Rainer Hörgl - 2000–2001: Werner Gregoritsch - 2001 (Interim.): Christian Keglevits - 2001–2002: Thijs Libregts - 2002 (Interim.): Christian Keglevits - 2002–2006: Walter Schachner - 2006–2007: Lars Søndergaard - 2007 – Jänner 2008: Dietmar Pegam - 01/2008 – 08/2008: Stojadin Rajković - 08/2008 – 01/2010: Gregor Pötscher - 01/2010 – 11/2010: Heinz Karner - 11/2010 – 06/2011: Peter Stöger - 06/2011 – 06/2012: Aleš Čeh - 06/2012 – 12/2012: Ante Šimundža (Saison 2012/13 wegen Einstellung des Spielbetriebs nicht beendet) | - 07/2013 – 09/2017: Gernot Plassnegger (für den Nachfolgeklub GAC 1902, seit März 2014 GAK 1902) - 09/2017 (Interim., 10. Runde): Markus Rebernegg - 10/2017 (Interim., 11. Runde): Alfred Gert - 10/2017 – 02/2020: David Preiß (01 – 06/2019 „Teamtrainer“) - 01/2019 – 06/2019: Enrico Kulovits als „Cheftrainer“ - 02/2020 (Interim., 18. Runde): Alois Hödl/Ralph Spirk - 03/2020 – 10/2021 Gernot Plassnegger - 10/2021 (Interim.): Stefan Kammerhofer/Ralph Spirk - 12/2021 – 10/2024 Gernot Messner - 10/2024 (Interim.) Andreas Lienhart - 10/2024 – 3/2025: Rene Poms - 3/2025 (Interim.): Andreas Lienhart - ab 24.3.3025: Ferdinand Feldhofer |

### Spieler
| Die GAK-Spieler in den steirischen Ligen 2013 bis 2018                   | Die GAK-Spieler in den steirischen Ligen 2013 bis 2018 | Die GAK-Spieler in den steirischen Ligen 2013 bis 2018 | Die GAK-Spieler in den steirischen Ligen 2013 bis 2018 | Die GAK-Spieler in den steirischen Ligen 2013 bis 2018 | Die GAK-Spieler in den steirischen Ligen 2013 bis 2018                                            | Die GAK-Spieler in den steirischen Ligen 2013 bis 2018 | Die GAK-Spieler in den steirischen Ligen 2013 bis 2018 | Die GAK-Spieler in den steirischen Ligen 2013 bis 2018 |
| Spieler                                                                  | geboren am                                             | Nationalität                                           | Spiel- position                                        | beim GAK von … bis …                                   | Liga                                                                                              | Spiele                                                 | Tore                                                   | Erfolge                                                |
| ------------------------------------------------------------------------ | ------------------------------------------------------ | ------------------------------------------------------ | ------------------------------------------------------ | ------------------------------------------------------ | ------------------------------------------------------------------------------------------------- | ------------------------------------------------------ | ------------------------------------------------------ | ------------------------------------------------------ |
| Ajan, Amir                                                               | 03.10.95                                               | Bosnien-Herzegowina                                    | M                                                      | 2016/17                                                | Oberliga Mitte-West                                                                               | 17                                                     | 2                                                      | Meister (1)                                            |
| Allmannsdorfer, Marco                                                    | 12.04.93                                               | Österreich                                             | M                                                      | 2015/16 – 2017/18                                      | Unterliga Mitte, Oberliga Mitte-West, Landesliga Steiermark                                       | 77                                                     | 19                                                     | Meister (3)                                            |
| Berghofer, Marcel                                                        | 21.02.95                                               | Österreich                                             | T                                                      | 2015/16                                                | Unterliga Mitte                                                                                   | 14                                                     | 0                                                      |                                                        |
| Blagojevic, Milan                                                        | 19.09.95                                               | Österreich                                             | V                                                      | 2013/14                                                | 1. Klasse Mitte A                                                                                 | 14                                                     | 0                                                      |                                                        |
| Bloder, Manuel                                                           | 12.09.90                                               | Österreich                                             | M                                                      | 2015/16 – 2017/18                                      | Unterliga Mitte, Oberliga Mitte-West, Landesliga Steiermark                                       | 38                                                     | 4                                                      | Meister (3)                                            |
| Brandtner, Johannes                                                      | 04.10.88                                               | Österreich                                             | M                                                      | 2013/14 – 2014/15                                      | 1. Klasse Mitte A, Gebietsliga Mitte                                                              | 30                                                     | 0                                                      | Meister (2)                                            |
| Bungic, Jurica                                                           | 16.08.89                                               | Bosnien-Herzegowina                                    | M                                                      | 2013/14                                                | 1. Klasse Mitte A                                                                                 | 4                                                      | 1                                                      | Meister (1)                                            |
| Ceesay, Bunabass                                                         | 15.04.96                                               | Gambia                                                 | M                                                      | 2013/14 – 2014/15                                      | 1. Klasse Mitte A, Gebietsliga Mitte                                                              | 25                                                     | 3                                                      | Meister (2)                                            |
| Cehic, Anel                                                              | 28.03.91                                               | Bosnien-Herzegowina                                    | A                                                      | 2013/14                                                | 1. Klasse Mitte A                                                                                 | 15                                                     | 0                                                      |                                                        |
| Ciocrasan, Cristian Tomas                                                | 01.01.98                                               | Rumänien                                               | M                                                      | 2015/16 – 2017/18                                      | Unterliga Mitte, Oberliga Mitte-West, Landesliga Steiermark                                       | 44                                                     | 4                                                      | Meister (3)                                            |
| Dabic, Alexander                                                         | 01.05.91                                               | Montenegro                                             | V                                                      | 2016/17 – 2017/18                                      | Oberliga Mitte-West, Landesliga Steiermark                                                        | 47                                                     | 10                                                     | Meister (2)                                            |
| Degen, Philip                                                            | 20.02.89                                               | Österreich                                             | M                                                      | 2013/14                                                | 1. Klasse Mitte A                                                                                 | 15                                                     | 0                                                      | Meister (1)                                            |
| Derk, Erik                                                               | 28.02.00                                               | Kroatien                                               | M                                                      | 2015/16 – 2017/18                                      | Unterliga Mitte, Oberliga Mitte-West, Landesliga Steiermark                                       | 11                                                     | 1                                                      | Meister (3)                                            |
| Derrant, Dominik                                                         | 25.11.94                                               | Österreich                                             | V                                                      | 2017/18                                                | Landesliga Steiermark                                                                             | 15                                                     | 0                                                      | Meister (1)                                            |
| Fischer, Andreas                                                         | 06.01.91                                               | Österreich                                             | A                                                      | 2017/18                                                | Landesliga Steiermark                                                                             | 27                                                     | 10                                                     | Meister (1)                                            |
| Fürstaller, Philip                                                       | 01.08.89                                               | Österreich                                             | V                                                      | 2013/14 – 2015/16                                      | 1. Klasse Mitte A, Gebietsliga Mitte, Unterliga Mitte                                             | 55                                                     | 2                                                      | Meister (3)                                            |
| Geller, Benjamin                                                         | 09.05.94                                               | Österreich                                             | V                                                      | 2013/14 – 2014/15                                      | 1. Klasse Mitte A, Gebietsliga Mitte                                                              | 26                                                     | 1                                                      | Meister (2)                                            |
| Gönitzer, Christoph                                                      | 20.01.93                                               | Österreich                                             | V                                                      | 2013/14                                                | 1. Klasse Mitte A                                                                                 | 4                                                      | 0                                                      | Meister (1)                                            |
| Graf, Lukas                                                              | 12.08.94                                               | Österreich                                             | V                                                      | 2016/17 – 2017/18                                      | Oberliga Mitte-West, Landesliga Steiermark                                                        | 52                                                     | 7                                                      | Meister (2)                                            |
| Griesbacher, Marvin                                                      | 09.08.92                                               | Österreich                                             | M                                                      | 2013/14 – 2014/15                                      | 1. Klasse Mitte A, Gebietsliga Mitte                                                              | 44                                                     | 8                                                      | Meister (2)                                            |
| Grieschenig, Michael                                                     | 10.10.86                                               | Österreich                                             | A                                                      | 2014/15                                                | Gebietsliga Mitte                                                                                 | 18                                                     | 13                                                     | Meister (1)                                            |
| Gruber, Florian                                                          | 14.10.96                                               | Österreich                                             | M                                                      | 2017/18                                                | Landesliga Steiermark                                                                             | 22                                                     | 3                                                      | Meister (1)                                            |
| Hackinger, Dominik                                                       | 19.11.88                                               | Österreich                                             | M                                                      | 2016/17 – 2017/18                                      | Oberliga Mitte-West, Landesliga Steiermark                                                        | 47                                                     | 27                                                     | Meister (2)                                            |
| Haider, Patrick                                                          | 26.03.89                                               | Österreich                                             | T                                                      | 2015/16 – 2017/18                                      | Unterliga Mitte, Oberliga Mitte-West, Landesliga Steiermark                                       | 61                                                     | 0                                                      | Meister (3)                                            |
| Heibl, Marco                                                             | 21.09.98                                               | Österreich                                             | M                                                      | 2014/15 – 2016/17                                      | Gebietsliga Mitte, Unterliga Mitte, Oberliga Mitte-West                                           | 38                                                     | 2                                                      | Meister (3)                                            |
| Heil, Marco                                                              | 02.10.92                                               | Österreich                                             | A                                                      | 2016/17 – 2017/18                                      | Oberliga Mitte-West, Landesliga Steiermark                                                        | 23                                                     | 15                                                     | Meister (2)                                            |
| Heinemann, Paul                                                          | 27.12.99                                               | Österreich                                             | M                                                      | 2014/15 – 2015/16                                      | Gebietsliga Mitte, Unterliga Mitte                                                                | 10                                                     | 1                                                      | Meister (2)                                            |
| Hösele, Lukas                                                            | 23.12.97                                               | Österreich                                             | T                                                      | 2015/16 – 2017/18                                      | Unterliga Mitte, Oberliga Mitte-West, Landesliga Steiermark                                       | 10                                                     | 0                                                      | Meister (3)                                            |
| Ivanescu, Ali-Alexander                                                  | 02.01.94                                               | Österreich                                             | A/M                                                    | 2013/14 – 2016/17                                      | 1. Klasse Mitte A, Gebietsliga Mitte, Unterliga Mitte, Oberliga Mitte-West                        | 59                                                     | 54                                                     | Meister (4)                                            |
| Jerkovic, Timi Armando                                                   | 05.08.94                                               | Slowenien                                              | M                                                      | 2013/14                                                | 1. Klasse Mitte A                                                                                 | 18                                                     | 0                                                      | Meister (1)                                            |
| Kammerhofer, Stefan                                                      | 04.02.00                                               | Österreich                                             | V                                                      | 2015/16 – 2017/18                                      | Unterliga Mitte, Oberliga Mitte-West, Landesliga Steiermark                                       | 72                                                     | 2                                                      | Meister (3)                                            |
| Karre, Stefan                                                            | 20.05.92                                               | Österreich                                             | V                                                      | 2015/16 – 2017/18                                      | Unterliga Mitte, Oberliga Mitte-West, Landesliga Steiermark                                       | 41                                                     | 5                                                      | Meister (3)                                            |
| Kehic, Elvedin                                                           | 01.01.98                                               | Bosnien-Herzegowina                                    | A                                                      | 2014/15 – 2015/16                                      | Gebietsliga Mitte, Unterliga Mitte                                                                | 2                                                      | 1                                                      | Meister (2)                                            |
| Kiric, Luka                                                              | 23.12.94                                               | Slowenien                                              | M                                                      | 2017/18                                                | Landesliga Steiermark                                                                             | 14                                                     | 3                                                      | Meister (1)                                            |
| Koch, Jonas                                                              | 01.01.89                                               | Deutschland                                            | A                                                      | 2015/16                                                | Unterliga Mitte                                                                                   | 24                                                     | 19                                                     | Meister (1)                                            |
| Kohlbacher, Julian                                                       | 09.01.00                                               | Österreich                                             | V                                                      | 2016/17                                                | Oberliga Mitte-West                                                                               | 1                                                      | 0                                                      | Meister (1)                                            |
| Koleznik, Kai                                                            | 27.11.97                                               | Österreich                                             | V                                                      | 2014/15 – 2015/16                                      | Gebietsliga Mitte Unterliga Mitte                                                                 | ?                                                      | 1                                                      | Meister (2)                                            |
| Kraut, Gernot                                                            | 08.08.92                                               | Österreich                                             | V                                                      | 2017/18                                                | Landesliga Steiermark                                                                             | 28                                                     | 0                                                      | Meister (1)                                            |
| Kreisl, Martin                                                           | 02.02.89                                               | Österreich                                             | T                                                      | 2013/14 – 2014/15                                      | 1. Klasse Mitte A, Gebietsliga Mitte                                                              | 47                                                     | 0                                                      | Meister (3)                                            |
| Kremer, Nikolai Michael                                                  | 27.06.95                                               | Österreich                                             | A                                                      | 2016/17                                                | Oberliga Mitte-West                                                                               | 24                                                     | 6                                                      | Meister (1)                                            |
| Lienhart, Heinz                                                          | 04.03.79                                               | Österreich                                             | T                                                      | 2013/14 – 2016/17                                      | 1. Klasse Mitte A, Gebietsliga Mitte, Unterliga Mitte, Oberliga Mitte-West                        | 3                                                      | 0                                                      | Meister (4)                                            |
| Lorich, Kevin                                                            | 06.01.95                                               | Österreich                                             | V                                                      | 2013/14 – 2014/15                                      | 1. Klasse Mitte A Gebietsliga Mitte                                                               | 20                                                     | 0                                                      | Meister (2)                                            |
| Matzer, Franz                                                            | 18.08.80                                               | Österreich                                             | M                                                      | 2013/14                                                | 1. Klasse Mitte A                                                                                 | 2                                                      | 0                                                      | Meister (1)                                            |
| Messner, Dominik                                                         | 03.09.92                                               | Österreich                                             | V                                                      | 2015/16 – 2017/18                                      | Unterliga Mitte, Oberliga Mitte-West, Landesliga Steiermark                                       | 75                                                     | 2                                                      | Meister (3)                                            |
| Micelli, Marco                                                           | 24.01.88                                               | Österreich                                             | V                                                      | 2013/14 – 2014/15                                      | 1. Klasse Mitte A, Gebietsliga Mitte                                                              | 35                                                     | 2                                                      | Meister (2)                                            |
| Mihaljevic, Ivo                                                          | 09.12.90                                               | Österreich                                             | A                                                      | 2017/18                                                | Landesliga Steiermark                                                                             | 16                                                     | 4                                                      |                                                        |
| Neuhold, Nico                                                            | 22.04.98                                               | Österreich                                             | V                                                      | 2014/15 – 2017/18                                      | Gebietsliga Mitte, Unterliga Mitte, Oberliga Mitte-West, Landesliga Steiermark                    | 27                                                     | 5                                                      | Meister (4)                                            |
| Ohersthaller, Felix                                                      | 27.02.96                                               | Österreich                                             | V                                                      | 2013/14                                                | 1. Klasse Mitte A                                                                                 | 13                                                     | 0                                                      | Meister (1)                                            |
| Perchthold, Marco                                                        | 21.09.88                                               | Österreich                                             | M                                                      | 2017/18                                                | Landesliga Steiermark                                                                             | 29                                                     | 4                                                      | Meister (1)                                            |
| Puchmüller, Maximilian                                                   | 06.12.97                                               | Österreich                                             | A                                                      | 2014/15 – 2016/17                                      | Gebietsliga Mitte, Unterliga Mitte, Oberliga Mitte-West                                           | 23                                                     | 2                                                      | Meister (3)                                            |
| Puster, Luca                                                             | 03.03.95                                               | Österreich                                             | V                                                      | 2017/18                                                | Landesliga Steiermark                                                                             | 8                                                      | 0                                                      | Meister (1)                                            |
| Rannegger, Bernhard                                                      | 06.02.95                                               | Österreich                                             | A                                                      | 2013/14                                                | 1. Klasse Mitte A                                                                                 | 11                                                     | 1                                                      | Meister (1)                                            |
| Rappel, Michael                                                          | ?                                                      | Österreich                                             | M                                                      | 2015/16                                                | Unterliga Mitte                                                                                   | 5                                                      | 1                                                      | Meister (1)                                            |
| Reiterer, Dominik                                                        | 01.01.99                                               | Österreich                                             | T                                                      | 2014/15                                                | Gebietsliga Mitte                                                                                 | 1                                                      | 0                                                      | Meister (1)                                            |
| Rother, Alexander                                                        | 20.05.93                                               | Österreich                                             | A                                                      | 2017/18                                                | Landesliga Steiermark                                                                             | 14                                                     | 9                                                      | Meister (1)                                            |
| Sacher, Laurenz                                                          | 24.05.94                                               | Österreich                                             | M                                                      | 2013/14 – 2016/17                                      | 1. Klasse Mitte A, Gebietsliga Mitte, Unterliga Mitte, Oberliga Mitte-West                        | 85                                                     | 58                                                     | Meister (4)                                            |
| Säumel, Gerald                                                           | 10.01.86                                               | Österreich                                             | M                                                      | 2013/14 – 2017/18                                      | 1. Klasse Mitte A, Gebietsliga Mitte, Unterliga Mitte, Oberliga Mitte-West, Landesliga Steiermark | 97                                                     | 8                                                      | Meister (5)                                            |
| Schaupp, Fabio-Sandro                                                    | 09.01.97                                               | Österreich                                             | ?                                                      | 2014/15 – 2015/16                                      | Gebietsliga Mitte, Unterliga Mitte                                                                | 1                                                      | 0                                                      | Meister (2)                                            |
| Scheiblhofer, Jonas                                                      | 01.01.00                                               | Österreich                                             | ?                                                      | 2014/15                                                | Gebietsliga Mitte                                                                                 | 2                                                      | 0                                                      | Meister (1)                                            |
| Schenk, Philipp                                                          | 12.10.85                                               | Österreich                                             | A                                                      | 2013/14                                                | 1. Klasse Mitte A                                                                                 | 6                                                      | 9                                                      | Meister (1)                                            |
| Scheucher, Martin                                                        | 27.01.89                                               | Österreich                                             | A                                                      | 2013/14                                                | 1. Klasse Mitte A                                                                                 | 1                                                      | 0                                                      |                                                        |
| Schöpf, Oliver                                                           | 18.07.90                                               | Österreich                                             | M                                                      | 2015/16                                                | Unterliga Mitte                                                                                   | 6                                                      | 1                                                      | Meister (1)                                            |
| Stadler, Florian                                                         | 20.12.91                                               | Österreich                                             | V                                                      | 2014/15                                                | Gebietsliga Mitte                                                                                 | 23                                                     | 2                                                      | Meister (1)                                            |
| Strauss, Martin                                                          | 31.01.92                                               | Österreich                                             | M                                                      | 2014/15 – 2015/16                                      | Gebietsliga Mitte, Unterliga Mitte                                                                | 28                                                     | 2                                                      | Meister (2)                                            |
| Untergrabner, Mario                                                      | 03.01.97                                               | Österreich                                             | M                                                      | 2013/14 – 2014/15                                      | 1. Klasse Mitte A, Gebietsliga Mitte                                                              | 22                                                     | 2                                                      | Meister (2)                                            |
| Thoman, Alexander                                                        | 18.05.86                                               | Österreich                                             | A                                                      | 2013/14                                                | 1. Klasse Mitte A                                                                                 | 12                                                     | 0                                                      |                                                        |
| Vardic, Orhan                                                            | 11.06.00                                               | Bosnien-Herzegowina                                    | V                                                      | 2017/18                                                | Landesliga Steiermark                                                                             | 2                                                      | 0                                                      | Meister (1)                                            |
| Voit, Christian                                                          | 07.05.84                                               | Österreich                                             | M                                                      | 2013/14                                                | 1. Klasse Mitte A                                                                                 | 25                                                     | 0                                                      | Meister (1)                                            |
| Wemmer, Richard                                                          | 18.02.81                                               | Österreich                                             | M                                                      | 2013/14 – 2015/16                                      | 1. Klasse Mitte A, Gebietsliga Mitte, Unterliga Mitte                                             | 63                                                     | 76                                                     | Meister (4)                                            |
| angeführt sind Spieler mit Meisterschaftseinsätzen – Stand: Februar 2021 |                                                        |                                                        |                                                        |                                                        |                                                                                                   |                                                        |                                                        |                                                        |

### Rekordspieler, ÖFB-Teameinsätze, Meistermannschaft 2004, Jahrhundertmannschaft 2002
| Die Rekordspieler:                                     | Die Rekordspieler:   | Die Rekordspieler:  |
| Name                                                   | Jahr                 | Wert                |
| alle nach Einsätzen                                    | alle nach Einsätzen  | alle nach Einsätzen |
| ------------------------------------------------------ | -------------------- | ------------------- |
| Walter Koleznik                                        | 1961 – 1978          | 401                 |
| Mario Zuenelli                                         | 1973 – 1987          | 344                 |
| Erich Frisch                                           | 1953 – 1969          | 340                 |
| Werner Maier                                           | 1969 – 1982          | 324                 |
| Martin Amerhauser                                      | 1995/96, 1999 – 2007 | 305                 |
| Legionäre nach Einsätzen                               |                      |                     |
| Savo Ekmecic                                           | 1977 – 1985          | 269                 |
| Ales Ceh                                               | 1995 – 2003          | 230                 |
| Boban Dmitrovic                                        | 1996 – 2003          | 186                 |
| Zelimir Vidovic                                        | 1983 – 1989          | 167                 |
| Zeljko Vukovic                                         | 1995 – 1999          | 138                 |
| alle nach Toren                                        |                      |                     |
| Wilhelm Sgerm                                          | 1955 – 1967          | 118                 |
| Walter Koleznik                                        | 1961 – 1978          | 85                  |
| Mario Zuenelli                                         | 1973 – 1987          | 70                  |
| Hannes Jank                                            | 1958 – 1964          | 66                  |
| Roland Kollmann                                        | 2001 – 2007          | 63                  |
| nach Spielen in der höchsten Liga (Stand: Jänner 2019) |                      |                     |

| Die Nationalspieler: | Die Nationalspieler: | Die Nationalspieler: | Die Nationalspieler: | Die Nationalspieler:    |
| Spielername          | von                  | bis                  | Spiele               | Nationalteam            |
| -------------------- | -------------------- | -------------------- | -------------------- | ----------------------- |
| Roland Kollmann      | 26.03.2003           | 09.02.2005           | 11                   | Österreich              |
| Walter Koleznik      | 13.10.1963           | 19.05.1968           | 6                    | Österreich              |
| Mario Tokić          | 10.11.2001           | 30.03.2005           | 14                   | Kroatien                |
| Péter Halmosi        | 21.08.2002           | 21.08.2002           | 1                    | Ungarn                  |
| Josef Stering        | 27.04.1969           | 04.09.1971           | 3                    | Österreich              |
| Gerhard Steinkogler  | 26.09.1979           | 17.10.1979           | 2                    | Österreich              |
| Rudolf Steinbauer    | 20.11.1985           | 14.05.1986           | 2                    | Österreich              |
| Ilčo Naumovski       | 09.02.2003           | 10.09.2003           | 8                    | Nordmazedonien          |
| Matjaž Kek           | 18.11.1992           | 18.11.1992           | 1                    | Slowenien               |
| Joachim Standfest    | 11.10.2003           | 15.11.2006           | 16                   | Österreich              |
| Mario Zuenelli       | 04.06.1980           | 24.09.1980           | 2                    | Österreich              |
| Alen Škoro           | 11.10.2006           | 11.10.2006           | 1                    | Bosnien und Herzegowina |
| Libor Sionko         | 31.03.2004           | 31.03.2004           | 1                    | Tschechien              |
| Gernot Sick          | 04.09.2004           | 13.10.2004           | 2                    | Österreich              |
| Andreas Schranz      | 28.04.2004           | 06.09.2006           | 6                    | Österreich              |
| Eduard Abazi         | 09.09.1992           | 17.02.1993           | 2                    | Albanien                |
| Zlatko Junuzović     | 01.03.2006           | 15.11.2006           | 4                    | Österreich              |
| Herfried Sabitzer    | 31.08.1996           | 18.03.1997           | 2                    | Österreich              |
| Johannes Jank        | 13.10.1963           | 13.10.1963           | 1                    | Österreich              |
| Wilhelm Huberts      | 24.05.1959           | 27.03.1960           | 4                    | Österreich              |
| Gerfried Hodschar    | 06.09.1967           | 01.05.1968           | 2                    | Österreich              |
| Mario Hieblinger     | 03.09.2005           | 07.09.2005           | 2                    | Österreich              |
| Ralph Hasenhüttl     | 17.05.1988           | 17.05.1988           | 1                    | Österreich              |
| Dieter Ramusch       | 16.08.1995           | 11.10.1997           | 7                    | Österreich              |
| Paul Halla           | 23.11.1952           | 25.03.1953           | 2                    | Österreich              |
| Stefán Gíslason      | 08.01.2002           | 10.01.2002           | 2                    | Island                  |
| Stefan Kölly         | 22.06.1952           | 22.06.1952           | 1                    | Österreich              |
| Emanuel Pogatetz     | 20.08.2003           | 09.02.2005           | 10                   | Österreich              |
| Gernot Fraydl        | 27.05.1961           | 11.06.1961           | 2                    | Österreich              |
| Kurt Eigenstiller    | 11.04.1954           | 11.04.1954           | 1                    | Österreich              |
| Anton Ehmann         | 20.11.2002           | 03.09.2005           | 13                   | Österreich              |
| Herbert Ninaus       | 14.09.1958           | 05.10.1958           | 2                    | Österreich              |
| Matthias Dollinger   | 06.09.2003           | 09.02.2005           | 6                    | Österreich              |
| Željko Milinovič     | 16.08.2000           | 11.10.2000           | 4                    | Slowenien               |
| Boban Dmitrović      | 02.06.2001           | 07.06.2003           | 13                   | Serbien und Montenegro  |
| Aleš Čeh             | 13.10.1993           | 12.06.2002           | 72                   | Slowenien               |
| Ronald Brunmayr      | 16.08.2000           | 30.04.2003           | 8                    | Österreich              |
| Imants Bleidelis     | 08.02.2005           | 07.09.2005           | 8                    | Lettland                |
| Mario Bazina         | 21.08.2002           | 21.08.2002           | 1                    | Kroatien                |
| René Aufhauser       | 27.03.2002           | 30.03.2005           | 25                   | Österreich              |
| Martin Amerhauser    | 23.02.2000           | 07.09.2005           | 6                    | Österreich              |
| Andreas Lipa         | 26.04.2000           | 26.04.2000           | 1                    | Österreich              |

| Die TOP-10-ÖFB-Nationalspieler: |
| ------------------------------- |
| Rene Aufhauser (25)             |
| Joachim Standfest (16)          |
| Anton Ehmann (13)               |
| Roland Kollmann (11)            |
| Emanuel Pogatetz (10)           |
| Ronald Brunmayr (8)             |
| Dieter Ramusch (7)              |
| Martin Amerhauser (6)           |
| Matthias Dollinger (6)          |
| Andreas Schranz (6)             |
| Stand: Jänner 2019              |

| Die Meistermannschaft von 2004: | Die Meistermannschaft von 2004: |
| ------------------------------- | --- |
| Grazer AK                       | - Tor: Franz Almer (3/-); Andreas Schranz (33/-) - Abwehr: Anton Ehmann (27/3); Thomas Lechner (1/-); Mario Majstorović (6/-); Emanuel Pogatetz (31/1); Gregor Pötscher (30/-); Joachim Standfest (32/-); Mario Tokić (35/4) - Mittelfeld: Martin Amerhauser (28/2); René Aufhauser (28/5); Mario Bazina (33/7); Matthias Dollinger (28/1); Nikola Milinković (15/-); Samir Muratović (14/1); Dieter Ramusch (27/1); David Sencar (2/-); Gernot Sick (24/1); Libor Sionko (15/2) - Sturm: Michaël Goossens (13/-); Dominic Hassler (8/1); Roland Kollmann (32/27); Ilčo Naumoski (10/3); Skelley Adu Tutu (6/-) - Trainer: Walter Schachner |

| Die Jahrhundertmannschaft von 2002: |
| Torhüter                            |
| ----------------------------------- |
| Savo Ekmecic                        |
| Verteidigung                        |
| Gerald Erkinger                     |
| Mario Zuenelli                      |
| Harald Gamauf                       |
| Željko Vuković                      |
| Mittelfeld                          |
| Harald Rebernig                     |
| Josef Stering                       |
| Ales Ceh                            |
| Walter Koleznik                     |
| Angriff                             |
| Wilhelm Sgerm                       |
| Ronald Brunmayr                     |
| Trainer                             |
| Hans-Ulrich Thomale                 |
| Jahrhundertspieler                  |
| Savo Ekmečić                        |
| gewählt von den GAK-Fans 2002       |

### Meisterschaftsplatzierungen ab 1920
| Die Fieberkurve des GAK-Fußball im Meisterschaftsbetrieb seit 1920: |
| ------------------------------------------------------------------- |
|                                                                     |

| Statistik 1., 2. und 3. Spielklasse ab 1950:                                                                                            | Statistik 1., 2. und 3. Spielklasse ab 1950: | Statistik 1., 2. und 3. Spielklasse ab 1950: | Statistik 1., 2. und 3. Spielklasse ab 1950: | Statistik 1., 2. und 3. Spielklasse ab 1950: | Statistik 1., 2. und 3. Spielklasse ab 1950: | Statistik 1., 2. und 3. Spielklasse ab 1950: | Statistik 1., 2. und 3. Spielklasse ab 1950: | Statistik 1., 2. und 3. Spielklasse ab 1950: | Statistik 1., 2. und 3. Spielklasse ab 1950: | Statistik 1., 2. und 3. Spielklasse ab 1950: | Statistik 1., 2. und 3. Spielklasse ab 1950: |
| Liga | Platz                                        | Saisonen                                     | Spiele                                       | S                                            | U                                            | N                                            | Tore                                         | Diff.                                        | Punkte                                       | Titel                                        | Jahre                                        |
| --- | -------------------------------------------- | -------------------------------------------- | -------------------------------------------- | -------------------------------------------- | -------------------------------------------- | -------------------------------------------- | -------------------------------------------- | -------------------------------------------- | -------------------------------------------- | -------------------------------------------- | -------------------------------------------- |
| 1 | 9                                            | 51                                           | 1578                                         | 577                                          | 419                                          | 582                                          | 2268:2375                                    | -107                                         | 2142                                         | 1                                            | 1951 – 74, 1975 – 90,1995 – 2007, 2024/25    |
| 2 | -                                            | 12                                           | 344                                          | 190                                          | 80                                           | 74                                           | 628:343                                      | 285                                          | 650                                          | 4                                            | 1950/51, 1974/75, 1990 – 95, 2019 – 24       |
| 3 | -                                            | 6 (7)                                        | 194                                          | 106                                          | 54                                           | 34                                           | 391:206                                      | 185                                          | 358                                          | 2                                            | 2007 – 2012 (2013), 2018/19                  |
| für die 2. Liga existiert keine Statistik ab 1950 (erst ab 1974/75) – Regionalliga-Saison 2012/13 nicht beendet (Spiele nicht gewertet) |                                              |                                              |                                              |                                              |                                              |                                              |                                              |                                              |                                              |                                              |                                              |

| Meisterschaftsplatzierungen 1920 – 1945: | Meisterschaftsplatzierungen 1920 – 1945: | Meisterschaftsplatzierungen 1920 – 1945: | Meisterschaftsplatzierungen 1920 – 1945:                  |
| Saison                                   | Liga                                     | Platz                                    | Bemerkungen                                               |
| ---------------------------------------- | ---------------------------------------- | ---------------------------------------- | --------------------------------------------------------- |
| 1920/21                                  | Steirische Liga                          | 02.                                      | zumeist als 1. Klasse bezeichnet                          |
| 1921/22                                  | Steirische Liga                          | 01.                                      | (inoffizieller) Landescup-Sieger                          |
| 1922/23                                  | Steirische Liga                          | 02.                                      | Errichtung Westtribüne                                    |
| 1923/24                                  | Steirische Liga                          | 01.                                      | erste offizielle Meisterschaft                            |
| 1925                                     | Steirische Liga                          | 02.                                      |                                                           |
| 1926                                     | Steirische Liga                          | 01.                                      |                                                           |
| 1927                                     | Steirische Liga                          | 01.                                      | Landescup-Sieger?, 25-jähriges Vereinsjubiläum            |
| 1928                                     | Steirische Liga                          | 01.                                      |                                                           |
| 1928/29                                  | Steirische Liga                          | 01.                                      | österreichischer Amateurstaatsmeister                     |
| 1929/30                                  | Steirische Liga                          | 01.                                      |                                                           |
| 1930/31                                  | Steirische Liga                          | 01.                                      | österreichischer Vizeamateurstaatsmeister                 |
| 1931/32                                  | Steirische Liga                          | 01.                                      | österreichischer Amateurstaatsmeister, Finalist Landescup |
| 1932/33                                  | Steirische Liga                          | 01.                                      | österreichischer Amateurstaatsmeister                     |
| 1933/34                                  | Steirische Liga                          | 02.                                      | Installierung Flutlichtanlage (Fa. Friebe!)               |
| 1934/35                                  | Steirische Liga                          | 05.                                      | Finalist Landescup                                        |
| 1935/36                                  | Steirische Liga                          | 02.                                      | Finalist Landescup                                        |
| 1936/37                                  | Steirische Liga                          | 04.                                      |                                                           |
| 1937/38                                  | Steirische Liga                          | 05.                                      |                                                           |
| 1938/39                                  | Bezirksklasse Süd                        | 05.                                      | Tschammerpokal 1. Zwischenrunde                           |
| 1939/40                                  | Bezirksklasse Süd                        | 04.                                      | Tschammerpokal 3. Zwischenrunde                           |
| 1940/41                                  | Gauliga Steiermark                       | 03.                                      | Tschammerpokal 2. Hauptrunde                              |
| 1941/42                                  | Gauliga Steiermark                       | 0?                                       | keine Platzierung eruierbar, Tschammerpokal 1. Vorrunde   |
| 1942/43                                  | Gauliga Steiermark Gruppe A              | 04.                                      | Semifinale Gaupokal                                       |
| 1943/44                                  | Gauliga Steiermark Gruppe A              | 03.                                      | Achtelfinale Gaupokal                                     |
| 1944/45                                  | Gauliga Steiermark                       | n/b                                      | kriegsbedingt abgebrochen und nicht beendet               |

| Meisterschaftsplatzierungen 1946 – 1974: | Meisterschaftsplatzierungen 1946 – 1974: | Meisterschaftsplatzierungen 1946 – 1974: | Meisterschaftsplatzierungen 1946 – 1974:                                                                                                   |
| Saison                                   | Liga                                     | Platz                                    | Bemerkungen |
| ---------------------------------------- | ---------------------------------------- | ---------------------------------------- | --- |
| 1945/46                                  | Landesliga                               | 04.                                      | |
| 1946/47                                  | Landesliga                               | 05.                                      | Finalist Landescup |
| 1947/48                                  | Landesliga                               | 05.                                      | Finalist Landescup |
| 1948/49                                  | Landesliga                               | 03.                                      | Gründung Staatsliga |
| 1949/50                                  | Landesliga                               | 03.                                      | Aufstieg in neu gegründete Staatsliga B |
| 1950/51                                  | Staatsliga B                             | 02.                                      | Aufstieg in Staatsliga A, Adaptierung Stadion Körösistraße                                                                                 |
| 1951/52                                  | Staatsliga A                             | 06.                                      | als Aufsteiger direkt bester Bundesländer-Verein                                                                                           |
| 1952/53                                  | Staatsliga A                             | 07.                                      | 50-jähriges Vereinsjubiläum |
| 1953/54                                  | Staatsliga A                             | 04.                                      | große Fernosttournee |
| 1954/55                                  | Staatsliga A                             | 08.                                      | |
| 1955/56                                  | Staatsliga A                             | 07.                                      | |
| 1956/57                                  | Staatsliga A                             | 06.                                      | |
| 1957/58                                  | Staatsliga A                             | 05.                                      | Teilnahme Alpenpokal 1958 |
| 1958/59                                  | Staatsliga A                             | 07.                                      | Cup-Semifinale |
| 1959/60                                  | Staatsliga A                             | 10.                                      | bis 1962 folgende Sektionen in der jeweils höchsten österreichischen Liga: Fußball, Tennis Damen und Herren, Basketball Herren, Wasserball |
| 1960/61                                  | Staatsliga                               | 05.                                      | Cup-Semifinale, 3 Regionalligen als 2. Leistungsstufe                                                                                      |
| 1961/62                                  | Staatsliga                               | 07.                                      | Cupfinale, International-Football-(Rappan-)Cup, weiterer Stadion-Ausbau                                                                    |
| 1962/63                                  | Staatsliga                               | 09.                                      | Europacup |
| 1963/64                                  | Staatsliga                               | 06.                                      | Sieger 1. Grazer Hallenturnier |
| 1964/65                                  | Staatsliga                               | 10.                                      | Messestädte-Cup |
| 1965/66                                  | Nationalliga                             | 10.                                      | |
| 1966/67                                  | Nationalliga                             | 09.                                      | |
| 1967/68                                  | Nationalliga                             | 06.                                      | Cupfinale |
| 1968/69                                  | Nationalliga                             | 10.                                      | Europacup, Neubau Osttribüne |
| 1969/70                                  | Nationalliga                             | 13.                                      | |
| 1970/71                                  | Nationalliga                             | 11.                                      | alle aktiven Mannschaftssportarten des GAK in der jeweils höchsten österreichischen Liga                                                   |
| 1971/72                                  | Nationalliga                             | 08.                                      | Mitropacup, bis 1974 Spiele größtenteils im Bundesstadion Liebenau                                                                         |
| 1972/73                                  | Nationalliga                             | 03.                                      | bis dahin beste Meisterschaftsplatzierung                                                                                                  |
| 1973/74                                  | Nationalliga                             | 12.                                      | Europapokal, Gründung Bundesliga (10er-Liga); Zwangsabstieg                                                                                |

| Meisterschaftsplatzierungen 1975 – 1994: | Meisterschaftsplatzierungen 1975 – 1994: | Meisterschaftsplatzierungen 1975 – 1994: | Meisterschaftsplatzierungen 1975 – 1994:                                                      |
| Saison                                   | Liga                                     | Platz                                    | Bemerkungen                                                                                   |
| ---------------------------------------- | ---------------------------------------- | ---------------------------------------- | --------------------------------------------------------------------------------------------- |
| 1974/75                                  | Nationalliga (2. Liga)                   | 01.                                      | sofortiger Wiederaufstieg ins Oberhaus, alle Spiele im Stadion Körösistraße                   |
| 1975/76                                  | Bundesliga                               | 09.                                      | bis 1986 alle Spiele im Bundesstadion Liebenau, österreichischer Juniorenmeister              |
| 1976/77                                  | 1. Division                              | 08.                                      | Fußballsektion eigenständiger Zweigverein                                                     |
| 1977/78                                  | 1. Division                              | 06.                                      | Gruppensieg Inter(toto)cup, 75-jähriges Vereinsjubiläum                                       |
| 1978/79                                  | 1. Division                              | 09.                                      |                                                                                               |
| 1979/80                                  | 1. Division                              | 04.                                      | Sieger Grazer Hallenturnier                                                                   |
| 1980/81                                  | 1. Division                              | 05.                                      | Cupsieg                                                                                       |
| 1981/82                                  | 1. Division                              | 03.                                      | Europacup,                                                                                    |
| 1982/83                                  | 1. Division                              | 07.                                      | Europacup, Cup-Semifinale, Ligareform (16er-Liga), Sieger Grazer Hallenturnier                |
| 1983/84                                  | 1. Division                              | 08.                                      | österreichischer Hallenvizemeister                                                            |
| 1984/85                                  | 1. Division                              | 10.                                      | Finalist Grazer Hallenturnier                                                                 |
| 1985/86                                  | Oberes Playoff                           | 06.                                      | Ligareform: zwei 12er-Ligen mit Playoff-System                                                |
| 1986/87                                  | Mittleres Playoff                        | 03.                                      | Rückkehr ins Stadion Körösistraße (Casino-Stadion GAK), Sieger Grazer Hallenturnier           |
| 1987/88                                  | Oberes Playoff                           | 07.                                      |                                                                                               |
| 1988/89                                  | Oberes Playoff                           | 07.                                      |                                                                                               |
| 1989/90                                  | Mittleres Playoff                        | 07.                                      | Abstieg in die 2. Division                                                                    |
| 1990/91                                  | Unteres Playoff                          | 01.                                      |                                                                                               |
| 1991/92                                  | Mittleres Playoff                        | 08.                                      | Meister der 2. Division (kein Aufstieg), Cup-Semifinale, österreichischer Jugendmeister (BNZ) |
| 1992/93                                  | Mittleres Playoff                        | 04.                                      | Finalist Grazer Hallenturnier                                                                 |
| 1993/94                                  | 2. Bundesliga                            | 03.                                      | Ligareform, Cup-Semifinale, Finalist Grazer Hallenturnier                                     |

| Meisterschaftsplatzierungen 1995 – 2006: | Meisterschaftsplatzierungen 1995 – 2006: | Meisterschaftsplatzierungen 1995 – 2006: | Meisterschaftsplatzierungen 1995 – 2006:                                                              |
| Saison                                   | Liga                                     | Platz                                    | Bemerkungen                                                                                           |
| ---------------------------------------- | ---------------------------------------- | ---------------------------------------- | --- |
| 1994/95                                  | 2. Bundesliga                            | 01.                                      | Aufstieg in 1. Bundesliga                                                                             |
| 1995/96                                  | 1. Bundesliga                            | 04.                                      | Cup-Semifinale, Sieger Grazer Hallenturnier                                                           |
| 1996/97                                  | 1. Bundesliga                            | 05.                                      | Europacup, Spiele größtenteils im Alpenstadion Kapfenberg, Finalist Grazer Hallenturnier              |
| 1997/98                                  | 1. Bundesliga                            | 03.                                      | bis 2007 alle Spiele im neugebauten Liebenauer Stadion, Intertotocup, Finalist Grazer Hallenturnier   |
| 1998/99                                  | Bundesliga                               | 03.                                      | Europacup, Sieger Grazer Hallenturnier, 3. Platz österreichischer Hallencup                           |
| 1999/00                                  | Bundesliga                               | 07.                                      | Europacup, 2. Cupsieg, Supercup-Sieg, Finalist Grazer Hallenturnier                                   |
| 2000/01                                  | Bundesliga                               | 03.                                      | Europacup                                                                                             |
| 2001/02                                  | Bundesliga                               | 03.                                      | Europacup, 3. Cupsieg, 2. Supercup-Sieg, 100-jähriges Vereinsjubiläum (u. a. Spiel gegen Real Madrid) |
| 2002/03                                  | Bundesliga                               | 02.                                      | Europacup                                                                                             |
| 2003/04                                  | Bundesliga                               | 01.                                      | erster Meistertitel in der Vereinsgeschichte, 4. Cupsieg (= „Double“), Finalist Supercup, Europacup   |
| 2004/05                                  | Bundesliga                               | 02.                                      | Europacup, Cup-Semifinale, Eröffnung Trainingszentrum Weinzödl, Abriss Stadion Körösistraße           |
| 2005/06                                  | Bundesliga                               | 06.                                      | Europacup, österreichischer U15-Meister                                                               |

| Meisterschaftsplatzierungen 2007 – 2012: | Meisterschaftsplatzierungen 2007 – 2012: | Meisterschaftsplatzierungen 2007 – 2012: | Meisterschaftsplatzierungen 2007 – 2012:                                                 |
| Saison                                   | Liga                                     | Platz                                    | Bemerkungen                                                                              |
| ---------------------------------------- | ---------------------------------------- | ---------------------------------------- | ---------------------------------------------------------------------------------------- |
| 2006/07                                  | Bundesliga                               | 10.                                      | Zwangsabstieg in 3. Spielklasse (Regionalliga Mitte), Konkurs Nr. 1                      |
| 2007/08                                  | Regionalliga Mitte (3. Liga)             | 03.                                      | bis 2012 Spiele bis auf wenige Ausnahmen im Liebenauer Stadion, Konkurs Nr. 2            |
| 2008/09                                  | Regionalliga Mitte (3. Liga)             | 02.                                      |                                                                                          |
| 2009/10                                  | Regionalliga Mitte (3. Liga)             | 05.                                      | Konkurs Nr. 3                                                                            |
| 2010/11                                  | Regionalliga Mitte (3. Liga)             | 03.                                      |                                                                                          |
| 2011/12                                  | Regionalliga Mitte (3. Liga)             | 01.                                      | 2. Relegationsspiel um den Aufstieg in die 2. Liga 3:0 für TSV Hartberg strafverifiziert |
| 2012/13                                  | Regionalliga Mitte (3. Liga)             | n/b                                      | Konkurs Nr. 4 und am 30. Oktober Schließung des Spielbetriebs                            |

| Meisterschaftsplatzierungen seit 2013: | Meisterschaftsplatzierungen seit 2013: | Meisterschaftsplatzierungen seit 2013: | Meisterschaftsplatzierungen seit 2013: |
| Saison                                 | Liga                                   | Platz                                  | Bemerkungen |
| -------------------------------------- | -------------------------------------- | -------------------------------------- | --- |
| 2013/14                                | 1. Klasse Mitte A (8. Liga)            | 01.                                    | Aufstieg in die Gebietsliga Mitte, alle Spiele im Sportzentrum Weinzödl |
| 2014/15                                | Gebietsliga Mitte (7. Liga)            | 01.                                    | Aufstieg in die Unterliga Mitte, Errichtung einer zusätzlichen Sitzplatztribüne |
| 2015/16                                | Unterliga Mitte (6. Liga)              | 01.                                    | Aufstieg in die Oberliga Mitte-West, |
| 2016/17                                | Oberliga Mitte-West (5. Liga)          | 01.                                    | Aufstieg in die steirische Landesliga, damit Meisterschaftstitel in allen Spielklassen, Semifinale Landescup                                                                                         |
| 2017/18                                | Landesliga (4. Liga)                   | 01.                                    | Aufstieg in die Regionalliga Mitte, Semifinale Landescup |
| 2018/19                                | Regionalliga Mitte (3. Liga)           | 01.                                    | Aufstieg in 2. Liga, Teilnahme am ÖFB-Cup (Halbfinale gegen FC Red Bull Salzburg), Meisterschaftsspiel gegen die Sturm Amateure im Stadion Liebenau (6.100 Zuschauer)                                |
| 2019/20                                | 2. Liga                                | 015.                                   | Meisterschaftsbetrieb vom 8. März bis 5. Juni 2020 wegen der COVID-Pandemie eingestellt – Fortsetzung am 5. Juni ab der 20. Runde mit Geisterspielen, Heimspiele ohne Zuschauer im Stadion Gleisdorf |
| 2020/21                                | 2. Liga                                | 06.                                    | 9. November 2020 bis 18. Mai 2021 Geisterspiele, davor und danach beschränkte Zuschauerkapazität |
| 2021/22                                | 2. Liga                                | 07.                                    | teilweise Zuschauerbeschränkungen, ein Geisterspiel |
| 2022/23                                | 2. Liga                                | 02.                                    | |
| 2023/24                                | 2. Liga                                | 01.                                    | Wiederaufstieg in die höchste österreichische Spielklasse |
| 2024/25                                | Bundesliga                             | 10.                                    | |

| Details der steirischen Meisterschaften 2013 – 2018: | Details der steirischen Meisterschaften 2013 – 2018: | Details der steirischen Meisterschaften 2013 – 2018: | Details der steirischen Meisterschaften 2013 – 2018: | Details der steirischen Meisterschaften 2013 – 2018: | Details der steirischen Meisterschaften 2013 – 2018: | Details der steirischen Meisterschaften 2013 – 2018: | Details der steirischen Meisterschaften 2013 – 2018: | Details der steirischen Meisterschaften 2013 – 2018: | Details der steirischen Meisterschaften 2013 – 2018: | Details der steirischen Meisterschaften 2013 – 2018: | Details der steirischen Meisterschaften 2013 – 2018: |
| Saison                                               | Liga                                                 | Spielklasse                                          | Platz                                                | Spiele                                               | G                                                    | U                                                    | V                                                    | Tore geschossen                                      | Tore erhalten                                        | Differenz                                            | Punkte                                               |
| ---------------------------------------------------- | ---------------------------------------------------- | ---------------------------------------------------- | ---------------------------------------------------- | ---------------------------------------------------- | ---------------------------------------------------- | ---------------------------------------------------- | ---------------------------------------------------- | ---------------------------------------------------- | ---------------------------------------------------- | ---------------------------------------------------- | ---------------------------------------------------- |
| 2013/14                                              | 1. Klasse Mitte A (VIII)                             | 8                                                    | 1                                                    | 22                                                   | 20                                                   | 2                                                    | 0                                                    | 124                                                  | 12                                                   | 112                                                  | 62                                                   |
| 2014/15                                              | Gebietsliga Mitte (VII)                              | 7                                                    | 1                                                    | 26                                                   | 23                                                   | 1                                                    | 2                                                    | 107                                                  | 29                                                   | 78                                                   | 70                                                   |
| 2015/16                                              | Unterliga Mitte (VI)                                 | 6                                                    | 1                                                    | 26                                                   | 22                                                   | 3                                                    | 1                                                    | 88                                                   | 19                                                   | 69                                                   | 69                                                   |
| 2016/17                                              | Oberliga Mitte/West (V)                              | 5                                                    | 1                                                    | 26                                                   | 14                                                   | 9                                                    | 3                                                    | 65                                                   | 29                                                   | 36                                                   | 51                                                   |
| 2017/18                                              | Landesliga Steiermark (IV)                           | 4                                                    | 1                                                    | 30                                                   | 21                                                   | 5                                                    | 4                                                    | 61                                                   | 24                                                   | 37                                                   | 68                                                   |

### ÖFB-Jugendliga, weitere Kampfmannschaften, Nachwuchstitel
| Platzierungen ÖFB-Jugendliga 2003 bis 2009, Jugend-Regionalliga seit 2023:                               | Platzierungen ÖFB-Jugendliga 2003 bis 2009, Jugend-Regionalliga seit 2023: | Platzierungen ÖFB-Jugendliga 2003 bis 2009, Jugend-Regionalliga seit 2023: | Platzierungen ÖFB-Jugendliga 2003 bis 2009, Jugend-Regionalliga seit 2023: |
| Saison                                                                                                   | U15                                                                        | U17                                                                        | U19                                                                        |
| --- | -------------------------------------------------------------------------- | -------------------------------------------------------------------------- | -------------------------------------------------------------------------- |
| 2003/04                                                                                                  | 10.                                                                        | 11.                                                                        | 5.                                                                         |
| 2004/05                                                                                                  | 4.                                                                         | 11.                                                                        | 9.                                                                         |
| 2005/06                                                                                                  | 1.                                                                         | 10.                                                                        | 6.                                                                         |
| 2006/07                                                                                                  | 11.                                                                        | 8.                                                                         | 4.                                                                         |
| 2007/08                                                                                                  | 5.                                                                         | 12.                                                                        | 11.                                                                        |
| 2008/09                                                                                                  | n/t                                                                        | 6.                                                                         | n/t                                                                        |
| 2023/24                                                                                                  | -                                                                          | U16: 6.                                                                    | U18: 9.                                                                    |
| 2024/25                                                                                                  | U15: 5.                                                                    | U16: 5.                                                                    | U18: 7.                                                                    |
| Teilnahmen 1989 bis 1996, 2000 bis 2009 (ab 2007 AKA HIB-Liebenau), Jugend-Regionalliga (2. Spielklasse) |                                                                            |                                                                            |                                                                            |

| Meisterschaftsplatzierungen Kooperationsmannschaften/weitere Kampfmannschaften: | Meisterschaftsplatzierungen Kooperationsmannschaften/weitere Kampfmannschaften: | Meisterschaftsplatzierungen Kooperationsmannschaften/weitere Kampfmannschaften: | Meisterschaftsplatzierungen Kooperationsmannschaften/weitere Kampfmannschaften: | Meisterschaftsplatzierungen Kooperationsmannschaften/weitere Kampfmannschaften: |
| Saison                                                                          | Mannschaft                                                                      | Liga                                                                            | Platz                                                                           | Bemerkungen                                                                     |
| ------------------------------------------------------------------------------- | ------------------------------------------------------------------------------- | ------------------------------------------------------------------------------- | ------------------------------------------------------------------------------- | ------------------------------------------------------------------------------- |
| 1964/65                                                                         | GAK II                                                                          | Juniorenmeisterschaft der steirischen Staats- und Regionalligamannschaften      | 2.                                                                              |                                                                                 |
| 1965/66                                                                         | GAK II                                                                          | Juniorenmeisterschaft der steirischen National- und Regionalligamannschaften    | 1.                                                                              |                                                                                 |
| 1966/67                                                                         | GAK II                                                                          | Juniorenmeisterschaft der steirischen National- und Regionalligamannschaften    | 1.                                                                              |                                                                                 |
| 1967/68                                                                         | GAK II                                                                          | Juniorenmeisterschaft der steirischen National- und Regionalligamannschaften    | 1.                                                                              |                                                                                 |
| 1968/69                                                                         | GAK II                                                                          | Juniorenmeisterschaft der steirischen National- und Regionalligamannschaften    | 1.                                                                              |                                                                                 |
| 1969/70                                                                         | GAK II                                                                          | Juniorenmeisterschaft der steirischen National- und Regionalligamannschaften    | 2.                                                                              |                                                                                 |
| 1970/71                                                                         | GAK II                                                                          | Juniorenmeisterschaft der steirischen National- und Regionalligamannschaften    | 1.                                                                              |                                                                                 |
| 1971/72                                                                         | GAK II                                                                          | Juniorenmeisterschaft der steirischen National- und Regionalligamannschaften    | 5.                                                                              |                                                                                 |
| 1972/73                                                                         | GAK II                                                                          | Juniorenmeisterschaft der steirischen National- und Regionalligamannschaften    | 3.                                                                              |                                                                                 |
| 1973/74                                                                         | GAK II                                                                          | Gebietsliga Südwest (5. Liga)                                                   | 1.                                                                              | Aufstieg in Unterliga Süd (4. Liga), Kampfmannschaft Zwangsabstieg 2. Division  |
| 1974/75                                                                         | GAK II                                                                          | Unterliga Süd (4. Liga)                                                         | a. K.                                                                           | Kampfmannschaft Wiederaufstieg 1. Division                                      |
| 1975/76                                                                         | GAK U21                                                                         | Bundesliga (1. Division)                                                        | 3.                                                                              | österr. Juniorenmeister                                                         |
| 1978/79                                                                         | GAK U21                                                                         | Bundesliga (1. Division)                                                        | 2.                                                                              |                                                                                 |
| 1979/80                                                                         | GAK U21                                                                         | Bundesliga (1. Division)                                                        | 5.                                                                              |                                                                                 |
| 1980/81                                                                         | GAK U21                                                                         | Bundesliga (1. Division)                                                        | 4. (3.?)                                                                        | Kampfmannschaft österr. Cupsieger                                               |
| 1981/82                                                                         | GAK U21                                                                         | Bundesliga (1. Division)                                                        | 9.                                                                              |                                                                                 |
| 1982/83                                                                         | GAK U21                                                                         | Bundesliga (1. Division)                                                        | 4.                                                                              |                                                                                 |
| 1985/86                                                                         | FC Graz                                                                         | 2. Klasse Graz (7. Liga)                                                        | 1.                                                                              | Kooperationsmannschaft                                                          |
| 1986/87                                                                         | FC Graz                                                                         | 1. Klasse Graz (6. Liga)                                                        | 1.                                                                              |                                                                                 |
| 1987/88                                                                         | FC Graz                                                                         | Gebietsliga Südwest (5. Liga)                                                   | 5.                                                                              |                                                                                 |
| 1988/89                                                                         | FC Graz                                                                         | Gebietsliga Südwest (5. Liga)                                                   | 5.                                                                              | BNZ GAK, ÖFB-Jugendliga                                                         |
| 1989/90                                                                         | FC Graz                                                                         | Gebietsliga Südwest (5. Liga)                                                   | 11.                                                                             | Kampfmannschaft Abstieg 2. Division                                             |
| 1991/92                                                                         | Flavia Solva                                                                    | Landesliga Steiermark (3. Liga)                                                 | 2.                                                                              | Kooperationsmannschaft                                                          |
| 1992/93                                                                         | Flavia Solva                                                                    | Landesliga Steiermark (3. Liga)                                                 | 1.                                                                              | Aufstieg 2. Division                                                            |
| 1995/96                                                                         | ESK Graz                                                                        | Landesliga Steiermark (4. Liga)                                                 | 9.                                                                              | Kampfmannschaft, Rückkehr 1. Liga, Einstellung BNZ, Ausstieg aus ÖFB-Jugendliga |
| 1996/97                                                                         | ESK Graz                                                                        | Landesliga Steiermark(4. Liga)                                                  | 2.                                                                              |                                                                                 |
| 1997/98                                                                         | ESK/GAK                                                                         | Landesliga Steiermark(4. Liga)                                                  | 6.                                                                              |                                                                                 |
| 1998/99                                                                         | ESK/GAK Amateure                                                                | Landesliga Steiermark(4. Liga)                                                  | 8.                                                                              |                                                                                 |
| 1999/00                                                                         | ESK/GAK Amateure                                                                | Landesliga Steiermark(4. Liga)                                                  | 5.                                                                              |                                                                                 |
| 2000/01                                                                         | ESK/GAK Amateure                                                                | Landesliga Steiermark(4. Liga)                                                  | 13.                                                                             | Fußballakademie (AKA), Teilnahme ÖFB-Jugendliga                                 |
| 2001/02                                                                         | ESK/GAK Amateure                                                                | Landesliga Steiermark(4. Liga)                                                  | 7.                                                                              |                                                                                 |
| 2002/03                                                                         | ESK/GAK Amateure                                                                | Landesliga Steiermark(4. Liga)                                                  | 4.                                                                              |                                                                                 |
| 2003/04                                                                         | GAK Amateure                                                                    | Landesliga Steiermark(4. Liga)                                                  | 3.                                                                              |                                                                                 |
| 2004/05                                                                         | GAK Amateure                                                                    | Landesliga Steiermark(4. Liga)                                                  | 3.                                                                              |                                                                                 |
| 2005/06                                                                         | GAK Amateure                                                                    | Landesliga Steiermark(4. Liga)                                                  | 2.                                                                              |                                                                                 |
| 2006/07                                                                         | GAK Amateure                                                                    | Landesliga Steiermark(4. Liga)                                                  | 9.                                                                              |                                                                                 |
| 2007/08                                                                         | GAK Amateure                                                                    | Landesliga Steiermark(4. Liga)                                                  | 12.                                                                             | Kampfmannschaft Zwangsabstieg in Regionalliga Mitte                             |
| 2008/09                                                                         | GAK Amateure                                                                    | Landesliga Steiermark(4. Liga)                                                  | 11.                                                                             |                                                                                 |
| 2009/10                                                                         | GAK Amateure                                                                    | Landesliga Steiermark(4. Liga)                                                  | 16.                                                                             | Abstieg in die Oberliga Mitte-West (5. Liga)                                    |
| 2010/11                                                                         | GAK II                                                                          | Oberliga Mitte-West (5. Liga)                                                   | 9.                                                                              |                                                                                 |
| 2011/12                                                                         | GAK II                                                                          | Oberliga Mitte-West (5. Liga)                                                   | 8.                                                                              |                                                                                 |
| 2012/13                                                                         | GAK II                                                                          | Oberliga Mitte-West (5. Liga)                                                   | n/b                                                                             | 30. Oktober 2013 Schließung des Spielbetriebs                                   |
| 2015/16                                                                         | GAK II                                                                          | 1. Klasse Mitte A (8. Liga)                                                     | 1.                                                                              | Aufstieg in Gebietsliga Mitte (7. Liga)                                         |
| 2016/17                                                                         | GAK II                                                                          | Gebietsliga Mitte (7. Liga)                                                     | 4.                                                                              |                                                                                 |
| 2017/18                                                                         | GAK II                                                                          | Gebietsliga Mitte (7. Liga)                                                     | 2.                                                                              |                                                                                 |
| 2018/19                                                                         | GAK II                                                                          | Gebietsliga Mitte (7. Liga)                                                     | 1.                                                                              | Aufstieg in Unterliga Mitte (6. Liga)                                           |
| 2019/20                                                                         | GAK Amateure                                                                    | Unterliga Mitte (6. Liga)                                                       | n/b                                                                             | Saison wegen der Corona-Krise abgebrochen                                       |
| 2020/21                                                                         | GAK Amateure                                                                    | Unterliga Mitte (6. Liga)                                                       | n/b                                                                             | Saison wegen der Corona-Krise abgebrochen                                       |
|                                                                                 | GAK Juniors                                                                     | 1. Klasse Mitte A (8. Liga)                                                     | n/b                                                                             | erstmaliges Antreten einer 3. Kampfmannschaft                                   |
| 2021/22                                                                         | GAK Frauen                                                                      | Oberliga Mitte-Nord (4. Liga)                                                   | 1.                                                                              | erstmaliges Antreten, Aufstieg Landesliga                                       |
|                                                                                 | GAK Amateure                                                                    | Unterliga Mitte (6. Liga)                                                       | 5.                                                                              |                                                                                 |
|                                                                                 | GAK U19 (Juniors)                                                               | Klasse Mitte A (8. Liga)                                                        | 7.                                                                              |                                                                                 |
| 2022/23                                                                         | GAK Frauen                                                                      | Landesliga (3. Liga)                                                            | 1.                                                                              | Relegation zur 2. Frauen-Bundesliga, Sieger Steirercup                          |
|                                                                                 | GAK Amateure                                                                    | Unterliga Mitte (6. Liga)                                                       | 2.                                                                              | Relegation zur Oberliga Mitte-West                                              |
|                                                                                 | GAK AKA U18                                                                     | Klasse Mitte A (8. Liga)                                                        | 4.                                                                              |                                                                                 |
| 2023/24                                                                         | GAK Frauen                                                                      | Landesliga (3. Liga)                                                            | 1.                                                                              | Aufstieg 2. Frauen-Bundesliga (Relegation), Sieger Steirercup                   |
|                                                                                 | GAK Frauen II                                                                   | Oberliga Nord (4. Liga)                                                         | 2.                                                                              | erstmaliges Antreten einer 2. Kampfmannschaft Frauen                            |
|                                                                                 | GAK Amateure                                                                    | Unterliga Mitte (6. LIga)                                                       | 2.                                                                              | Aufstieg in Oberliga Mitte-West (Relegation)                                    |
| 2024/25                                                                         | GAK Frauen                                                                      | 2. Bundesliga                                                                   | 5.                                                                              |                                                                                 |
|                                                                                 | GAK Frauen II                                                                   | Oberliga Nord (4. LIga)                                                         | 1.                                                                              | Aufstieg Landesliga                                                             |
|                                                                                 | GAK Amateure                                                                    | Oberliga Mitte-West (5. Liga)                                                   | 9.                                                                              |                                                                                 |
| Quellen: www.grazerak.at, www.stfv.at - Stand: 2025                             |                                                                                 |                                                                                 |                                                                                 |                                                                                 |

| Meistertitel GAK-Nachwuchs (Stand: 2022): |
| 3 × Österreichische Meistertitel: 1976 (Junioren), 1992 (BNZ), 2006 (AKA U15) (Vizemeister: 1975 Junioren, 1976 U12, 1981 U16, 1984 Schüler, 1994 BNZ U16 – 3. Plätze: 1966 Reserve, 1976 U21, 1985 U14) 1 × österreichischer ISF-Bundessieger 2009 (AKA) 11 × steirischer (U20/U21-)Juniorenmeister 1960, 1962, 1966 – 69, 1970, 1974 – 76 (Vizemeister: 1946, 1961, 1964, 1971 – 73, 1977, 1980) 3 × Meister der steirischen National- und Regionalligateams Reserve 1960, 1961, 1971 mehr als 100 weitere Titel bei steirischen Nachwuchswettbewerben in anderen Altersklassen Landessieger Steiermark im ÖFB-Coca-Cola-Cup U12 2017 mind. 43 Grazer Nachwuchstitel Bronzemedaille bei der ISF-Weltmeisterschaft U17 2009 in Antalya (AKA), 10. Platz ISF-Weltmeisterschaft U17 2003 in Shanghai (AKA) 2 × Vizeeuropameister U13 2009, 2012 Teilnahme am Cordial-Cup-Finale 2017, 2018 (U13 Juniors) |
| --- |

### Das Grazer Derby
Das erste Derby der Kampfmannschaften von GAK und Sturm fand am 25. September 1910 statt. Bis 1919 gab es insgesamt 22 Spiele.
| „Kleine“ Derbys 2007/08 bis 2012/13, 2018/19, 2022/23 bis 2023/24 | „Kleine“ Derbys 2007/08 bis 2012/13, 2018/19, 2022/23 bis 2023/24 | „Kleine“ Derbys 2007/08 bis 2012/13, 2018/19, 2022/23 bis 2023/24 | „Kleine“ Derbys 2007/08 bis 2012/13, 2018/19, 2022/23 bis 2023/24 |
| ----------------------------------------------------------------- | ----------------------------------------------------------------- | ----------------------------------------------------------------- | ----------------------------------------------------------------- |
| 2007/08                                                           | Regionalliga Mitte                                                | GAK – Sturm II 0:1                                                | Sturm II – GAK 0:0                                                |
| 2008/09                                                           | Regionalliga Mitte                                                | Sturm II – GAK 3:0                                                | GAK – Sturm II 2:2                                                |
| 2009/10                                                           | Regionalliga Mitte                                                | Sturm II – GAK 2:1                                                | GAK – Sturm II 0:4                                                |
| 2010/11                                                           | Regionalliga Mitte                                                | Sturm II – GAK 1:2                                                | GAK – Sturm II 1:1                                                |
| 2011/12                                                           | Regionalliga Mitte                                                | Sturm II – GAK 0:3                                                | GAK – Sturm II 3:2                                                |
| 2012/13                                                           | Regionalliga Mitte                                                | GAK – Sturm II 0:0                                                | GAK Saison nicht beendet                                          |
| 2018/19                                                           | Regionalliga Mitte                                                | GAK – Sturm II 3:2                                                | Sturm II – GAK 0:1                                                |
| 2022/23                                                           | 2. Liga                                                           | GAK – Sturm II 1:1                                                | Sturm II – GAK 2:3                                                |
| 2023/24                                                           | 2. Liga                                                           | GAK – Sturm II 1:0                                                | Sturm II – GAK 0:1                                                |

| Weitere Grazer Lokalderbys im Oberhaus ab 1950: | Weitere Grazer Lokalderbys im Oberhaus ab 1950: | Weitere Grazer Lokalderbys im Oberhaus ab 1950: | Weitere Grazer Lokalderbys im Oberhaus ab 1950: |
| Saison                                          | Liga                                            | Spiel 1                                         | Spiel 2                                         |
| ----------------------------------------------- | ----------------------------------------------- | ----------------------------------------------- | ----------------------------------------------- |
| 1950/51                                         | Staatsliga B                                    | GAK – Austria Graz 2:3                          | Austria Graz – GAK 1:2                          |
| 1952/53                                         | Staatsliga A                                    | GAK – GSC 3:4                                   | GSC – GAK 2:2                                   |
| 1955/56                                         | Staatsliga A                                    | Austria Graz – GAK 0:2                          | GAK – Austria Graz 1:2                          |
| 1992/93                                         | 2. Division                                     | GAK – LUV Graz 1:1                              | LUV Graz – GAK 0:5                              |

### Europapokalbilanz
| Europapokalbilanz des GAK:                                                                                    | Europapokalbilanz des GAK:  | Europapokalbilanz des GAK: | Europapokalbilanz des GAK: | Europapokalbilanz des GAK: | Europapokalbilanz des GAK: | Europapokalbilanz des GAK: |
| Saison | Wettbewerb                  | Runde                      | Gegner                     | Gesamt                     | Hinspiel                   | Rückspiel                  |
| --- | --------------------------- | -------------------------- | -------------------------- | -------------------------- | -------------------------- | -------------------------- |
| 1962/63 | Europapokal der Pokalsieger | 2. Runde                   | B 1909 Odense              | 4:6                        | 1:1 (H)                    | 3:5 (A)                    |
| 1964/65 | Messepokal                  | 1. Runde                   | NK Zagreb                  | 2:9                        | 2:3 (A)                    | 0:6 (H)                    |
| 1968/69 | Europapokal der Pokalsieger | 1. Runde                   | ADO Den Haag               | 1:6                        | 1:4 (A)                    | 0:2 (H)                    |
| 1973/74 | UEFA-Pokal                  | 1. Runde                   | Panachaiki Patras          | 1:3                        | 0:1 (H)                    | 1:2 (A)                    |
| 1981/82 | Europapokal der Pokalsieger | 1. Runde                   | Dinamo Tiflis              | 2:4                        | 0:2 (A)                    | 2:2 (H)                    |
| 1982/83 | UEFA-Pokal                  | 1. Runde                   | Corvinul Hunedoara         | 1:4                        | 1:1 (H)                    | 0:3 (A)                    |
| 1996/97 | UEFA-Pokal                  | Qualifikation              | FK Vojvodina Novi Sad      | 7:1                        | 2:0 (H)                    | 5:1 (A)                    |
| 1996/97 | UEFA-Pokal                  | 1. Runde                   | Germinal Ekeren            | (a)3:3(a)                  | 1:3 (A)                    | 2:0 (H)                    |
| 1996/97 | UEFA-Pokal                  | 2. Runde                   | Inter Mailand              | 1:1 (3:5 i. E.)            | 0:1 (A)                    | 1:0 n. V. (H)              |
| 1997 | UEFA Intertoto Cup          | Gruppenspiele              | Silkeborg IF               | 5:4                        | 2:0 (H)                    |                            |
| 1997 | UEFA Intertoto Cup          | Gruppenspiele              | Ebbw Vale AFC              | 5:4                        | 0:0 (A)                    |                            |
| 1997 | UEFA Intertoto Cup          | Gruppenspiele              | NK Hrvatski dragovoljac    | 5:4                        | 1:3 (H)                    |                            |
| 1997 | UEFA Intertoto Cup          | Gruppenspiele              | SC Bastia                  | 5:4                        | 2:1 (A)                    |                            |
| 1998/99 | UEFA-Pokal                  | 2. Quali-Runde             | Vaasan PS                  | 3:0                        | 0:0 (A)                    | 3:0 (H)                    |
| 1998/99 | UEFA-Pokal                  | 1. Runde                   | Litex Lowetsch             | 3:1                        | 1:1 (A)                    | 2:0 (H)                    |
| 1998/99 | UEFA-Pokal                  | 2. Runde                   | AS Monaco                  | 3:7                        | 3:3 (H)                    | 0:4 (A)                    |
| 1999/00 | UEFA-Pokal                  | Qualifikation              | KÍ Klaksvík                | 9:0                        | 5:0 (A)                    | 4:0 (H)                    |
| 1999/00 | UEFA-Pokal                  | 1. Runde                   | FC Spartak Trnava          | 4:2                        | 3:0 (H)                    | 1:2 (A)                    |
| 1999/00 | UEFA-Pokal                  | 2. Runde                   | Panathinaikos Athen        | 02:2 1                     | 2:1 (H)                    | 0:1 (A)                    |
| 2000/01 | UEFA-Pokal                  | 1. Runde                   | 1. FC Košice               | 3:2                        | 3:2 (A)                    | 0:0 (H)                    |
| 2000/01 | UEFA-Pokal                  | 2. Runde                   | Espanyol Barcelona         | 1:4                        | 0:4 (A)                    | 1:0 (H)                    |
| 2001/02 | UEFA-Pokal                  | Qualifikation              | HB Tórshavn                | 6:2                        | 2:2 (A)                    | 4:0 (H)                    |
| 2001/02 | UEFA-Pokal                  | 2. Runde                   | FC Utrecht                 | 3:6                        | 0:3 (A)                    | 3:3 (H)                    |
| 2002/03 | UEFA Champions League       | 2. Quali-Runde             | Sheriff Tiraspol           | 6:1                        | 4:1 (A)                    | 2:0 (H)                    |
| 2002/03 | UEFA Champions League       | 3. Quali-Runde             | Lokomotive Moskau          | 3:5                        | 0:2 (H)                    | 3:3 (A)                    |
| 2002/03 | UEFA-Pokal                  | 1. Runde                   | APOEL Nikosia              | 1:3                        | 0:2 (A)                    | 1:1 (H)                    |
| 2003/04 | UEFA Champions League       | 2. Quali-Runde             | SK Tirana                  | 7:2                        | 5:1 (A)                    | 2:1 (H)                    |
| 2003/04 | UEFA Champions League       | 3. Quali-Runde             | Ajax Amsterdam             | 2:3                        | 1:1 (H)                    | 1:2 n.SG. (A)              |
| 2003/04 | UEFA-Pokal                  | 1. Runde                   | Vålerenga IF               | 01:1 1                     | 0:0 (A)                    | 1:1 (H)                    |
| 2004/05 | UEFA Champions League       | 3. Quali-Runde             | FC Liverpool               | 1:2                        | 0:2 (H)                    | 1:0 (A)                    |
| 2004/05 | UEFA-Pokal                  | 1. Runde                   | Litex Lowetsch             | 5:1                        | 5:0 (H)                    | 0:1 (A)                    |
| 2004/05 | UEFA-Pokal                  | Gruppenphase               | AJ Auxerre                 | 5:4                        | 0:0 (A)                    |                            |
| 2004/05 | UEFA-Pokal                  | Gruppenphase               | Amica Wronki               | 5:4                        | 3:1 (H)                    |                            |
| 2004/05 | UEFA-Pokal                  | Gruppenphase               | Glasgow Rangers            | 5:4                        | 0:3 (A)                    |                            |
| 2004/05 | UEFA-Pokal                  | Gruppenphase               | AZ Alkmaar                 | 5:4                        | 2:0 (H)                    |                            |
| 2004/05 | UEFA-Pokal                  | Sechzehntelfinale          | FC Middlesbrough           | 3:4                        | 2:2 (H)                    | 1:2 (A)                    |
| 2005/06 | UEFA-Pokal                  | 2. Quali-Runde             | Nistru Otaci               | 3:0                        | 2:0 (A)                    | 1:0 (H)                    |
| 2005/06 | UEFA-Pokal                  | 1. Runde                   | Racing Straßburg           | 0:7                        | 0:2 (H)                    | 0:5 (A)                    |
| 1 GAK schied aufgrund der Auswärtstorregel aus.                                                               |                             |                            |                            |                            |                            |                            |
| Gesamtbilanz: 68 Spiele, 25 Siege, 17 Unentschieden, 26 Niederlagen, 101:100 Tore (Tordifferenz +1)           |                             |                            |                            |                            |                            |                            |
| Ergänzung: 1961/62 gab es noch die Teilnahme am International-Football-(Rappan)-Cup und 1970/71 am Mitropacup |                             |                            |                            |                            |                            |                            |
| Stand: Dezember 2014                                                                                          |                             |                            |                            |                            |                            |                            |

### ÖFB-Cup
Der GAK spielte von 1958/59 bis 2012/13 und seit 2018/19 im österreichischen Fußballcup sowie zwischen 1938 und 1944 im Tschammerpokal Ein eigenes Frauenteam trat erstmals in der Saison 2023/24 im ÖFB-Ladiescup an.
| Der GAK im ÖFB-Cup ab 1958/59: | Der GAK im ÖFB-Cup ab 1958/59:   | Der GAK im ÖFB-Cup ab 1958/59:                                        | Der GAK im ÖFB-Cup ab 1958/59: |
| Jahr                           | Runde                            | Gegner                                                                | Ergebnis                       |
| ------------------------------ | -------------------------------- | --------------------------------------------------------------------- | ------------------------------ |
| 1958/59                        | Sechzehntelfinale                | SK Sturm Graz                                                         | 1:0                            |
|                                | Achtelfinale                     | 1. Schwechater SC                                                     | 5:1                            |
|                                | Viertelfinale                    | SV Austria Salzburg                                                   | 2:1 n. V.                      |
|                                | Semifinale                       | Rapid Wien                                                            | 0:3                            |
| 1959/60                        | Sechzehntelfinale                | FC Dornbirn                                                           | 2:4                            |
| 1960/61                        | Sechzehntelfinale                | Austria Lustenau                                                      | 8:0                            |
|                                | Achtelfinale                     | SV Austria Salzburg                                                   | 3:2                            |
|                                | Viertelfinale                    | ÖMV Stadlau                                                           | 4:2                            |
|                                | Semifinale                       | Vienna                                                                | 3:4 n. V.                      |
| 1961/62                        | Sechzehntelfinale                | SK Bürmoos                                                            | 5:1                            |
|                                | Achtelfinale                     | Wr. Sportklub                                                         | 2:0                            |
|                                | Viertelfinale                    | Rapid Wien                                                            | 3:1                            |
|                                | Semifinale                       | LASK                                                                  | 2:1                            |
|                                | Finale                           | Austria Wien                                                          | 1:4                            |
| 1962/63                        | Sechzehntelfinale                | Wiener AC                                                             | 1:2                            |
| 1963/64                        | Sechzehntelfinale                | Simmeringer SC                                                        | 1:2                            |
| 1964/65                        | Sechzehntelfinale                | SV Austria Salzburg                                                   | 1:2                            |
| 1965/66                        | Sechzehntelfinale                | ASK Gloggnitz                                                         | 1:1 n. V.; 5:0.                |
|                                | Achtelfinale                     | Rapid Wien                                                            | 2:4                            |
| 1966/67                        | Sechzehntelfinale                | SW Bregenz                                                            | 2:4                            |
| 1967/68                        | Sechzehntelfinale                | SC Bruck/Mur                                                          | 5:1                            |
|                                | Achtelfinale                     | Kapfenberger SV                                                       | 3:1                            |
|                                | Viertelfinale                    | SV Austria Salzburg                                                   | 1:0                            |
|                                | Semifinale                       | SW Bregenz                                                            | 2:0                            |
|                                | Finale                           | Rapid Wien                                                            | 0:2                            |
| 1968/69                        | Sechzehntelfinale                | FC ÖMV Stadlau                                                        | 3:1                            |
|                                | Achtelfinale                     | Austria Klagenfurt                                                    | 1:2                            |
| 1969/70                        | Sechzehntelfinale                | Rot-Weiß Knittelfeld                                                  | 3:0                            |
|                                | Achtelfinale                     | WSG Wattens                                                           | 3:2                            |
|                                | Viertelfinale                    | Wacker Innsbruck                                                      | 2:3                            |
| 1970/71                        | Sechzehntelfinale                | Villacher SV                                                          | 2:1                            |
|                                | Achtelfinale                     | Kapfenberger SV                                                       | 2:1                            |
|                                | Viertelfinale                    | Austria Wien                                                          | 0:1                            |
| 1971/72                        | 1. Runde                         | Rapid Lienz                                                           | 0:2                            |
| 1972/73                        | 1. Runde                         | SV Schwechat                                                          | 3:2                            |
|                                | Achtelfinale                     | VOEST Linz                                                            | 0:1                            |
| 1973/74                        | 2. Runde                         | 1. Wiener Neustädter SC                                               | 1:2                            |
| 1974/75                        | 1. Runde                         | Rapid Lienz                                                           | 2:1                            |
|                                | 2. Runde                         | VOEST Linz                                                            | 2:3                            |
| 1975/76                        | Sechzehntelfinale                | Kapfenberger SV                                                       | 3:1                            |
|                                | Achtelfinale                     | Wr. Sportklub                                                         | 1:2                            |
| 1976/77                        | Sechzehntelfinale                | Wolfsberger AC                                                        | 4:1                            |
|                                | Achtelfinale                     | VOEST Linz                                                            | 3:2                            |
|                                | Viertelfinale                    | Wr. Sportklub                                                         | 0:1                            |
| 1977/78                        | 2. Runde                         | SV Grödig                                                             | 2:0                            |
|                                | Achtelfinale                     | Floridsdorfer AC                                                      | 3:1                            |
|                                | Viertelfinale                    | SV Austria Salzburg                                                   | 2:3                            |
| 1978/79                        | 2. Runde                         | ATUS Bärnbach                                                         | 3:2                            |
|                                | Achtelfinale                     | Kremser SC                                                            | 3:1                            |
|                                | Viertelfinale                    | Rapid Wien                                                            | 1:2                            |
| 1979/80                        | 2. Runde                         | SK Tamsweg                                                            | 4.2                            |
|                                | Achtelfinale                     | Austria Klagenfurt                                                    | 1:3 n. V.                      |
| 1980/81                        | 2. Runde                         | Chemie Linz                                                           | 4:0                            |
|                                | Achtelfinale                     | Austria Wien                                                          | 2:1                            |
|                                | Viertelfinale                    | Rapid Wien                                                            | 1:0                            |
|                                | Semifinale                       | SSW Innsbruck                                                         | 2:1                            |
|                                | Finale                           | SV Austria Salzburg                                                   | 0:1, 2:0 n. V.                 |
| 1981/82                        | 2. Runde                         | Kapfenberger SV                                                       | 2:1                            |
|                                | Achtelfinale                     | ASK Voitsberg                                                         | 10:0                           |
|                                | Viertelfinale                    | VOEST Linz                                                            | 1:0                            |
|                                | Semifinale                       | Austria Wien                                                          | 1:1 n. V., 5:6 i. E.           |
| 1982/83                        | 1. Runde                         | SV Garsten                                                            | 4:0                            |
|                                | 2. Runde                         | SV Spittal/Drau                                                       | 3:0                            |
|                                | Achtelfinale                     | SK Sturm Graz                                                         | 1:3                            |
| 1983/84                        | 1. Runde                         | Phoenix Mürzzuschlag                                                  | 2:0                            |
|                                | 2. Runde                         | ASKÖ Irschen                                                          | 6:1                            |
|                                | Achtelfinale                     | Rapid Wien                                                            | 0:1                            |
| 1984/85                        | 1. Runde                         | SV Feldkirchen                                                        | 1:0                            |
|                                | 2. Runde                         | Kapfenberger SV                                                       | 2:1                            |
|                                | Achtelfinale                     | Austria Wien                                                          | 1:2                            |
| 1985/86                        | 2. Runde                         | Vorwärts Steyr                                                        | 1:1 n. V., 6:7 i. E.           |
| 1986/87                        | 1. Runde                         | ASK Nettingsdorf                                                      | 8.0                            |
|                                | 2. Runde                         | USV Salzburg                                                          | 1:1 n. V., 3:4 i. E.           |
| 1987/88                        | 1. Runde                         | FC Andorf                                                             | 1:1 n. V., 2:4 i. E.           |
| 1988/89                        | 1. Runde                         | FC Veitsch                                                            | 9:0                            |
|                                | 2. Runde                         | SVG Bleiburg                                                          | 2:1                            |
|                                | Achtelfinale                     | SV Stockerau                                                          | 1:3                            |
| 1989/90                        | 1. Runde                         | ASKÖ Steyrermühl                                                      | 4:2                            |
|                                | 2. Runde                         | SVG Bleiburg                                                          | 4:1                            |
|                                | Achtelfinale                     | Rapid Wien                                                            | 2:3 n. V.                      |
| 1990/91                        | 1. Runde                         | SK Altheim                                                            | 4:3                            |
|                                | 2. Runde                         | Villacher SV                                                          | 2:1 n. V.                      |
|                                | Achtelfinale                     | Wr. Sportklub                                                         | 2:3 n. V.                      |
| 1991/92                        | 1. Runde                         | SV Braunau                                                            | 2:1                            |
|                                | 2. Runde                         | ESV Saalfelden                                                        | 1:0                            |
|                                | Achtelfinale                     | Vienna                                                                | 3:2                            |
|                                | Viertelfinale                    | FC Tirol                                                              | 2:1                            |
|                                | Semifinale                       | Austria Wien                                                          | 1:5                            |
| 1992/93                        | 1. Runde                         | Flavia Solva                                                          | 0:3                            |
| 1993/94                        | Vorrunde                         | SC Fürstenfeld                                                        | 1:0                            |
|                                | 1. Runde                         | Donau Linz                                                            | 3:0                            |
|                                | 2. Runde                         | SV Hall                                                               | 3:0                            |
|                                | Achtelfinale                     | Vorwärts Steyr                                                        | 1:0                            |
|                                | Viertelfinale                    | Wacker Innsbruck                                                      | 2:1 n. V.                      |
|                                | Semifinale                       | FC Linz                                                               | 1:3                            |
| 1994/95                        | Vorrunde                         | SVA Kindberg                                                          | 6:0                            |
|                                | 1. Runde                         | SC Marchtrenk                                                         | 6:2                            |
|                                | 2. Runde                         | SV Grieskirchen                                                       | 4:0                            |
|                                | Achtelfinale                     | SV Braunau                                                            | 3:1                            |
|                                | Viertelfinale                    | Rapid Wien                                                            | 0:0 n. V., 4:5 i. E.           |
| 1995/96                        | 1. Runde                         | SV Lendorf                                                            | 3:1 n. V.                      |
|                                | 2. Runde                         | SW Bregenz                                                            | 7:2                            |
|                                | Achtelfinale                     | SV Austria Salzburg                                                   | 2:0                            |
|                                | Viertelfinale                    | SC Kundl                                                              | 1:0                            |
|                                | Semifinale                       | SK Sturm Graz                                                         | 1:3                            |
| 1996/97                        | 2. Runde                         | ASK Baumgarten                                                        | 5:1                            |
|                                | Achtelfinale                     | SV Gerasdorf                                                          | 3:3 n. V., 5:4 i. E.           |
|                                | Viertelfinale                    | Vienna                                                                | 1:2                            |
| 1997/98                        | Sechzehntelfinale                | ASK Voitsberg                                                         | 0:0 n. V., 5:3 i. E.           |
|                                | Achtelfinale                     | FC Tirol                                                              | 1:2                            |
| 1998/99                        | 2. Runde                         | SAK Klagenfurt                                                        | 5:1                            |
|                                | Sechzehntelfinale                | SC Eisenstadt                                                         | 6:1                            |
|                                | Achtelfinale                     | FCN St. Pölten                                                        | 4:0                            |
|                                | Viertelfinale                    | SK Sturm Graz                                                         | 1:2                            |
|                                | 2. Runde                         | ESK/GAK II – SK Sturm Graz                                            | 0:4                            |
| 1999/2000                      | 2. Runde                         | ASK Voitsberg                                                         | 3:1 n. V.                      |
|                                | Sechzehntelfinale                | ASK Kottingbrunn                                                      | 5:1                            |
|                                | Achtelfinale                     | SV Wörgl                                                              | 3:1                            |
|                                | Viertelfinale                    | SV Braunau                                                            | 2:1 n. V.                      |
|                                | Semifinale                       | ASKÖ Pasching                                                         | 1:0                            |
|                                | Finale                           | SV Austria Salzburg                                                   | 2:2 n. V., 4:3 i. E.           |
|                                | 1. Runde                         | ESK/GAK II – SV Ried im Innkreis                                      | 0:2                            |
| 2000/01                        | 2. Runde                         | FC Zeltweg                                                            | 0:1 n. V.                      |
|                                | Vorrunde                         | ESK/GAK II – TSV Pöllau                                               | 3:2                            |
|                                | 1. Runde                         | ESK/GAK II – SV Mattersburg                                           | 2:0                            |
|                                | 2. Runde                         | ESK/GAK II – SV Braunau                                               | 1:4                            |
| 2001/02                        | Achtelfinale                     | FC Waidhofen/Ybbs                                                     | 3:1                            |
|                                | Viertelfinale                    | SC Untersiebenbrunn                                                   | 2:2 n. V., 8:7 i. E.           |
|                                | Semifinale                       | SV Austria Salzburg                                                   | 2:0 n. V.                      |
|                                | Finale                           | SK Sturm Graz                                                         | 3:2                            |
| 2002/03                        | Achtelfinale                     | TuS FC Arnfels                                                        | 4:0                            |
|                                | Viertelfinale                    | SV Mattersburg                                                        | 0:1                            |
| 2003/04                        | Achtelfinale                     | FC Wacker Tirol                                                       | 2:1                            |
|                                | Viertelfinale                    | Rapid Wien                                                            | 3:1                            |
|                                | Semifinale                       | SV Ried                                                               | 3:2                            |
|                                | Finale                           | Austria Wien                                                          | 3:3 n. V., 5:4 i. E.           |
|                                | 1. Runde                         | GAK Amateure – Admira Wacker Mödling                                  | 1:3                            |
| 2004/05                        | Achtelfinale                     | Kremser SC                                                            | 4:1                            |
|                                | Viertelfinale                    | SC Austria Lustenau                                                   | 3:1                            |
|                                | Semifinale                       | SK Rapid Wien                                                         | 1:4                            |
|                                | 1. Runde                         | GAK Amateure – TSV Hartberg                                           | 0:4                            |
| 2005/06                        | Achtelfinale                     | SV Pasching                                                           | 1:3                            |
|                                | Vorrunde                         | GAK Amateure – SV Bad Aussee                                          | 2:2 n. V., 5:4 i. E.           |
|                                | 1. Runde                         | GAK Amateure – SV Mattersburg                                         | 1:2                            |
| 2006/07                        | 1. Runde                         | SKU Amstetten                                                         | 2:1 n. V.                      |
|                                | 2. Runde                         | PSV Wien                                                              | 4:2                            |
|                                | Achtelfinale                     | FC Red Bull Salzburg                                                  | 0:2                            |
|                                | Vorrunde                         | GAK Amateure – Sturm Amateure                                         | 3:1                            |
|                                | 1. Runde                         | GAK Amateure – LASK                                                   | 5:6 n. V.                      |
| 2007/08                        | Achtelfinale                     | ASK Voitsberg                                                         | 1:3                            |
| 2008/09                        | Vorrunde                         | SC Kalsdorf                                                           | 5:1                            |
|                                | 1. Runde                         | SCR Altach                                                            | 1:2                            |
| 2009/10                        | Vorrunde                         | DSV Leoben                                                            | 3:1                            |
|                                | 1. Runde                         | FC Gleisdorf                                                          | 5:0                            |
|                                | 2. Runde                         | FC Lustenau                                                           | 0:3 (strafbeglaubigt)          |
| 2010/11                        | Vorrunde                         | ASK Voitsberg                                                         | 2:3                            |
| 2011/12                        | Vorrunde                         | FC Gratkorn                                                           | 2:4                            |
| 2012/13                        | 1. Runde                         | Vienna                                                                | 3:2 n. V.                      |
|                                | 2. Runde                         | Wolfsberger AC                                                        | 0:6                            |
| 2018/19                        | 1. Runde                         | FC Marchfeld Donauauen                                                | 6:0                            |
|                                | 2. Runde                         | Vorwärts Steyr                                                        | 0:0 n. V., 4:2 i. E.           |
|                                | Achtelfinale                     | Kapfenberger SV                                                       | 3:0                            |
|                                | Viertelfinale                    | Austria Wien                                                          | 2:1                            |
|                                | Halbfinale                       | FC Red Bull Salzburg                                                  | 0:6                            |
| 2019/20                        | 1. Runde                         | SC Neusiedl                                                           | 6:1                            |
|                                | 2. Runde                         | FC Wacker Innsbruck                                                   | 1:2                            |
| 2020/21                        | 1. Runde                         | SV Seekirchen 1945                                                    | 0:1                            |
| 2021/22                        | 1. Runde                         | USV St. Anna/Aigen                                                    | 2;1                            |
|                                | 2. Runde                         | WSG Wattens                                                           | 2:4                            |
| 2022/23                        | 1. Runde                         | ASKÖ Köttmannsdorf                                                    | 3:1                            |
|                                | 2. Runde                         | SV Lafnitz                                                            | 2:1                            |
|                                | Achtelfinale                     | SK Sturm Graz                                                         | 0:1                            |
| 2023/24                        | 1. Runde                         | TuS Bad Gleichenberg                                                  | 4:2                            |
|                                | 2. Runde                         | SV Stripfing                                                          | 2:1                            |
|                                | Achtelfinale                     | SK Sturm Graz                                                         | 2:3                            |
|                                | 1. Runde                         | GAK Frauen – Austria Klagenfurt Frauen                                | 5:0                            |
|                                | Achtelfinale                     | GAK Frauen – SKN St. Pölten Frauen                                    | 0:7                            |
| 2024/25                        | 1. Runde                         | ATUS Velden                                                           | 2:2 n. V., 4:3 i. E.           |
|                                | 2. Runde                         | SVG Reichenau-Innsbruck                                               | 9:0                            |
|                                | Achtelfinale                     | SW Bregenz                                                            | 1:2                            |
|                                | 1. Runde                         | GAK Frauen – SPG Geretsberg/Bürmoos                                   | 2:0                            |
|                                | Achtelfinale                     | GAK Frauen – FK Austria Wien Frauen                                   | 0:3                            |
| 2025/26                        | 1. Runde                         | FC Dornbirn                                                           | 0:1                            |
|                                | 1. Runde                         | GAK Frauen – SK Sturm Frauen                                          | 0:5                            |
|                                | Cup-Bilanz (Stand: Februar 2019) | Siege: 4 Final-Teilnahmen: 6 Halbfinale: 8 (14) Viertelfinale: 9 (23) |                                |

| Die Cupfinali 1962 und 1968: |
| --- |
| Cupfinale 1962: 30. Mai 1962, Wien, Praterstadion, 9.000 Zuschauer FK Austria Wien – GAK 4:1 Tore: Nemec (2), Ocwirk, Vargo; Schursch |
| Cupfinale 1968: 23. Mai 1968, Wien, Praterstadion, 7.200 Zuschauer SK Rapid Wien – GAK 2:0 Aufstellung Rapid: Gerald Fuchsbichler, Walter Gebhardt, Walter Glechner, Erich Fak, Walter Skocik, Ewald Ullmann, Anton Fritsch, Jörn 'Johnny' Bjerregaard, Leopold Grausam, Rudolf Flögel, Günter Kaltenbrunner, Coach: Rudolf Vytlacil Aufstellung GAK: Gerfried Hodschar, Gerald Erkinger, Erich Frisch, Johann Klug, Erwin Ninaus, Heinz Schilcher, Walter Koleznik, Johann Geyer, Erwin Hohenwarter (75' Hermann Stessl), Ferdinand Eckhart (46' Johann Scharmann), Radoslav Slovic, Coach: Fritz Kominek Tore: Fritsch, Kaltenbrunner (FE) |

| Das Cupfinale 1981: |
| --- |
| SV Austria Salzburg – GAK 1:0 20. Mai 1981, Stadion Salzburg-Lehen, Zuschauer: 5.500, Schiedsrichter: Franz Latzin, Hans-Gert Schildt 6' |
| Austria Salzburg: Herbert Rettensteiner – Leopold Lainer, Gerhard Roos, Hannes Winklbauer, Günter Kronsteiner – Franz Bacher, Gerhard Breitenberger, Alfred Lettner (62. Ewald Gröss) – Gerhard Perlak, Hermann Stadler, Hans-Gerd Schildt (52. Jaroslav Pollák) – Trainer: August Starek |
| GAK: Savo Ekmečić – Mario Mohapp, Erwin Hohenwarter, Erich Marko, Paul Bajlitz (68. Mario Zuenelli) – Josef Stering, Ernst Gössl, Ewald Ratschnig, Johann Pigel, – Harald Gamauf, Leo Weiss (59. Richard Burger) – Trainer: Václav Halama                                                 |
| GAK – SV Austria Salzburg 2:0 (1:0, 1:0) n. V. 2. Juni 1981, Bundesstadion Graz-Liebenau, Zuschauer: 7.000, Schiedsrichter: Erich Linemayr, Josef Stering 2', Alfred Riedl 106' |
| GAK: Savo Ekmečić – Harald Gamauf, Erwin Hohenwarter, Erich Marko, Paul Bajlitz (91. Ewald Ratschnig) – Josef Stering, Ernst Gössl, Mario Zuenelli, Josef Moder – Johann Pigel (81. Leo Weiss), Alfred Riedl – Trainer: Václav Halama                                                     |
| Austria Salzburg: Herbert Rettensteiner – Leopold Lainer (91. Ewald Gröss), Hannes Winklbauer, Gerhard Roos, Franz Bacher, Hans-Gerd Schildt, Gerhard Breitenberger, Franz Xaver Meusburger (46. Klaus Schulze), Hermann Stadler, Gerhard Perlak – Trainer: August Starek                 |

| Das Cupfinale 2000:                                                                               |
| ------------------------------------------------------------------------------------------------- |
| Cupfinale: 16. Mai 2000, Ernst-Happel-Stadion GAK – SV Austria Salzburg 4:3 (2:1, 2:2, 2:2) i. E. |

| Das Cupfinale 2002: | |
| --- | --- |
| \| Paarung \| GAK – SK Sturm Graz \| \| Ergebnis \| 3:2 (3:0) \| \| Datum \| 12. Mai 2002, 17:25 Uhr \| \| Stadion \| Arnold-Schwarzenegger-Stadion, Graz \| \| Zuschauer \| 15.400 \| \| Schiedsrichter \| Bernhard Brugger \| \| Tore \| 1:0 (15., Strafstoß) Ronald Brunmayr, 2:0 (20.) Ronald Brunmayr. 3:0 (36.) Jones Kusi-Asare, 3:1 (58.) Ivica Vastić, 3:2 (90. +1, Strafstoß) Ivica Vastić \| \| GAK \| Franz Almer – Mario Tokić, Éric Akoto, Jürgen Hartmann, Dieter Ramusch, Aleš Čeh, Boban Dmitrović (76. Joachim Standfest), René Aufhauser, Jones Kusi-Asare, Ronald Brunmayr (85. Gregor Pötscher), Mario Bazina (68. Peter Lérant). Cheftrainer: Thijs Libregts \| \| SK Sturm Graz \| Daniel Hoffmann – Günther Neukirchner (16. Martin Pregelj), Francisco Rojas, Gerald Strafner, Eddy Bosnar, Andrej Panadić, Roman Mählich (46. Charles Amoah), Arnold Wetl, Alain Masudi (46. Mariano Fernández), Ivica Vastić, Mario Haas. Cheftrainer: Ivica Osim \| \| Gelbe Karten \| Éric Akoto, Jürgen Hartmann, Dieter Ramusch, René Aufhauser – Gerald Strafner, Eddy Bosnar \| \| Platzverweise \| Jürgen Hartmann (67.) – keine \| | |
| Paarung | GAK – SK Sturm Graz |
| Ergebnis | 3:2 (3:0) |
| Datum | 12. Mai 2002, 17:25 Uhr |
| Stadion | Arnold-Schwarzenegger-Stadion, Graz |
| Zuschauer | 15.400 |
| Schiedsrichter | Bernhard Brugger |
| Tore | 1:0 (15., Strafstoß) Ronald Brunmayr, 2:0 (20.) Ronald Brunmayr. 3:0 (36.) Jones Kusi-Asare, 3:1 (58.) Ivica Vastić, 3:2 (90. +1, Strafstoß) Ivica Vastić |
| GAK | Franz Almer – Mario Tokić, Éric Akoto, Jürgen Hartmann, Dieter Ramusch, Aleš Čeh, Boban Dmitrović (76. Joachim Standfest), René Aufhauser, Jones Kusi-Asare, Ronald Brunmayr (85. Gregor Pötscher), Mario Bazina (68. Peter Lérant). Cheftrainer: Thijs Libregts   |
| SK Sturm Graz | Daniel Hoffmann – Günther Neukirchner (16. Martin Pregelj), Francisco Rojas, Gerald Strafner, Eddy Bosnar, Andrej Panadić, Roman Mählich (46. Charles Amoah), Arnold Wetl, Alain Masudi (46. Mariano Fernández), Ivica Vastić, Mario Haas. Cheftrainer: Ivica Osim |
| Gelbe Karten | Éric Akoto, Jürgen Hartmann, Dieter Ramusch, René Aufhauser – Gerald Strafner, Eddy Bosnar |
| Platzverweise | Jürgen Hartmann (67.) – keine |

| Das Cupfinale 2004: |
| --- |
| Cupfinale: 23. Mai 2004, Stadion Wals-Siezenheim, 7.900 Zuschauer GAK – FK Austria Wien 5:4 i. E. (0:1) (2:2) (3:3) |
| Das Finale des ÖFB-Pokals wurde am 23. Mai 2004 vor 7900 Zuschauern im Stadion Wals-Siezenheim ausgetragen. Die Grazer Athletiker gewannen nach dramatischen 120 Minuten Spielzeit (Nach 90 Minuten 2:2, nach 120 Minuten 3:3) gegen die Wiener Austria im Elfmeterschießen mit 5:4. Die Torfolge in den 120 Minuten: 0 : 1 Radoslav Gilewicz (28. Min.), 1 : 1 Mario Bazina (45. Min.), 1 : 2 Sean Dundee (64. Min.), 2 : 2 Roland Kollmann (86. Min.), 2 : 3 Radoslav Gilewicz (99. Min.), 3 : 3 Renè Aufhauser (106. Min.). Im Elfmeterschießen, 1 : 0 Samir Muratovic trifft, 1 : 1 Frank Verlaat trifft, 2 : 1 Joachim Standfest trifft, 2 : 2 Thomas Flögel trifft, 3 : 2 Emanuel Pogatetz trifft, 3 : 3 Radoslav Gilewicz trifft, 4 : 3 Roland Kollmann trifft, 4 : 4 Vladimir Janocko trifft, 5 : 4 Nikola Milinković trifft, 5 : 4 Franz Almer kann den Elfmeter von Sean Dundee parieren und somit gewinnt der GAK zum vierten Mal den Pokal |

### Messepokal, Amateurstaatsmeisterschaft, Supercupfinali, Landescup
| Der Grazer (Herbst-)Messepokal 1906 bis 1914, 1924, 1925: | Der Grazer (Herbst-)Messepokal 1906 bis 1914, 1924, 1925: | Der Grazer (Herbst-)Messepokal 1906 bis 1914, 1924, 1925:                                                        |
| Jahr                                                      | Platz                                                     | Bemerkungen |
| --------------------------------------------------------- | --------------------------------------------------------- | --- |
| 1906                                                      | 01.                                                       | Finale gegen GAK II 8:1                                                                                          |
| 1907                                                      | 02.                                                       | Finale gegen Wr. Sportklub II 2:5                                                                                |
| 1908                                                      | 02.                                                       | Finale gegen Germania Schwechat 0:2                                                                              |
| 1909                                                      | 03.                                                       | Semifinale gegen GSV 2:3                                                                                         |
| 1910                                                      | 02.                                                       | Finale gegen GSV 1:2                                                                                             |
| 1911                                                      | 01.                                                       | Finale gegen DAC Eiche Cilli 5:0                                                                                 |
| 1912                                                      | 0-                                                        | keine Austragung                                                                                                 |
| 1913                                                      | 01.                                                       | Finale gegen 1. Wiener Neustädter SC 14:1 – der GAK erhielt nach dem 3. Sieg den von der Messe gestifteten Pokal |
| 1914                                                      | 0?                                                        | möglicherweise wegen Ausbruch 1. Weltkrieg abgebrochen                                                           |
| 1924                                                      | 03.                                                       | |
| 1925                                                      | 01.                                                       | Finale gegen SK Sturm Graz 2:1                                                                                   |

| Die Endspiele um die österreichische Amateurstaatsmeisterschaft 1929, 1931 bis 1933: | Die Endspiele um die österreichische Amateurstaatsmeisterschaft 1929, 1931 bis 1933: | Die Endspiele um die österreichische Amateurstaatsmeisterschaft 1929, 1931 bis 1933: | Die Endspiele um die österreichische Amateurstaatsmeisterschaft 1929, 1931 bis 1933: | Die Endspiele um die österreichische Amateurstaatsmeisterschaft 1929, 1931 bis 1933: | Die Endspiele um die österreichische Amateurstaatsmeisterschaft 1929, 1931 bis 1933: |
| Jahr                                                                                 | Österreichischer Amateurmeister                                                      |                                                                                      | Vizeamateurmeister bzw. Finalist                                                     | Spiel 1                                                                              | Spiel 2                                                                              |
| ------------------------------------------------------------------------------------ | ------------------------------------------------------------------------------------ | ------------------------------------------------------------------------------------ | ------------------------------------------------------------------------------------ | ------------------------------------------------------------------------------------ | ------------------------------------------------------------------------------------ |
| 1929                                                                                 | GAK                                                                                  | –                                                                                    | FC Lustenau 07                                                                       | 2:2                                                                                  | 3:0                                                                                  |
| 1931                                                                                 | Linzer ASK                                                                           | –                                                                                    | GAK                                                                                  | 1:1                                                                                  | 2:1                                                                                  |
| 1932                                                                                 | GAK                                                                                  | –                                                                                    | Linzer ASK                                                                           | 2:0                                                                                  | 4:2                                                                                  |
| 1933                                                                                 | GAK                                                                                  | –                                                                                    | FC Lustenau 07                                                                       | 3:1                                                                                  | 4:2                                                                                  |

| Das Supercupfinale 2000:                                                                              |
| --- |
| Supercupfinale: 30. Juni 2000, Innsbrucker Tivoli, 5.600 Zuschauer FC Tirol Innsbruck – GAK 0:2 (0:2) |

| Das Supercupfinale 2002:                                                                            |
| --------------------------------------------------------------------------------------------------- |
| Supercupfinale: 6. Juli 2002, Stadion Graz-Liebenau, 12.500 Zuschauer SK Sturm Graz – GAK 0:3 (0:1) |

| Das Supercupfinale 2004: |
| --- |
| Supercupfinale: 7. September 2004, Stadion Graz-Liebenau, 7.100 Zuschauer GAK – FK Austria Wien 1:1 (1:0), 1:1 n. V., 2:4 i. E. |

## Andere Sektionen/Zweigvereine
| GAK-Sportler bei internationalen Großereignissen:                                                                   |
| Olympia |
| --- |
| Ferdinand Friebe (Leichtathletik, 1924)                                                                             |
| Ludovica Sölkner (Wasserspringen, 1924)                                                                             |
| Hans Volckmar/Anton Kaltenberger (Zweierbob, 1936, 19. Platz)                                                       |
| Franz Brunner (Feldhandball, 1936, Silbermedaille)                                                                  |
| Walter Reisp (Feldhandball, 1936, Silbermedaille)                                                                   |
| Gert Kölli (Schwimmen, 1960, 1964)                                                                                  |
| Ursula Seitz (Schwimmen, 1964)                                                                                      |
| Weltmeisterschaften                                                                                                 |
| Peter Heidinger, Otto Rosner, Fritz Judmaier, Skalak (Viererbob, 1930)                                              |
| Hans Volckmar/Anton Kaltenberger (Zweierbob, 1931, Bronzemedaille)                                                  |
| Hubert Pugl (Wintersport, 1933)                                                                                     |
| Helga Dietz-Schrittwieser (Eiskunstlauf, 1935)                                                                      |
| Erika Hösch, Grete Sulzbacher (Feldhandball, 1949, Silbermedaille)                                                  |
| Herbert Ninaus (Fußball, 1958)                                                                                      |
| Dariush Lotfi (Wasserspringen, 2022, 2023, 2024, 2025)                                                              |
| Europameisterschaften                                                                                               |
| Fritz Rödiger (Schwimmen, 1927, 1931)                                                                               |
| Ludmila Dunst (Leichtathletik, 1954)                                                                                |
| Gert Kölli (Schwimmen, 1958, 1962, 1966)                                                                            |
| Ursula Seitz (Schwimmen, 1962, 1966)                                                                                |
| Armin Lind (Wasserspringen, 1966)                                                                                   |
| Harald Loidl, Manfred Luschan, Richard Tandl, Gert Kölli, Horst Kölli (Wasserball, 1970)                            |
| Dariush Lotfi (Wasserspringen, 2019, 2020 – ausgetragen 2021, 2022, 2023, 2024, Europameister, 2025)                |
| Cara Albiez (Wasserspringen, 2021, 2023)                                                                            |
| Universiade (Auswahl)                                                                                               |
| Raimund Held (Leichtathletik, 1927, Sieger im Stabhochsprung)                                                       |
| Spitzer (Leichtathletik, 1927)                                                                                      |
| Franz Nemschak, Otmar Keckstein, Konrad Reinthaler, Fritz Sartory (Fußball, 1927, Silbermedaille)                   |
| Hubert Pugl (Leichtathletik, 1930 und Wintersport, 1932, Bronzemedaille Kombination)                                |
| Karl Glaser (Leichtathletik, 1930)                                                                                  |
| Adolf Kamputsch (Leichtathletik, 1935, 1937)                                                                        |
| Ernst Zahlbruckner (Leichtathletik, 1937, Finale Speerwurf)                                                         |
| Walter Hütter, Walter Klaus (Handball, 1937, Weltmeister)                                                           |
| Norbert Skarlin, Helmut Sommeregger, Hannes Freitag, Anton Rauscher, Erwin Wendl (Handball 1946, Silbermedaille)    |
| Armin Lind (Wasserspringen, 1965, 1967)                                                                             |
| Hermann u. Walter. Habernigg, Kurt Estl, Wickenhausen, Michael Nierhaus, Jochen Pildner-Steinburg (Eishockey, 1966) |
| Walter Habernigg, Wickenhausen, Martin Mähring, Jochen Pildner-Steinburg (Eishockey, 1968)                          |
| Bärbel Neubauer (Wasserspringen, 1973)                                                                              |
| Stand: 2025 |

### Erfolge der Tennissektion/GAK-Tennis
| Erfolge der Tennissektion/GAK-Tennis (Stand: Februar 2020): |
| 6 × Österreichischer Mannschaftsmeister Herren (1938, 1939, 1940, 1989, 1991, 2002 – dazu 11 Vizemeistertitel: erstmals 1928, zuletzt 2004) 1 × Deutscher Akademischer Meister (1940) 4 × österreichischer Staatsmeister Herren Einzel (1984, 1985, 1987: Thomas Muster, 1990: Oliver Fuchs) 14 × österreichischer Staatsmeister Herren Doppel (u. a. 1958, 1960: Peter Böck, 1966: Herbert Holzer, 1970: Peter Böck/Herbert Holzer, 1974: Peter Pokorny, 1988: Oliver Fuchs, 2000: Oliver Marach/Gilbert Schaller, 2001: Oliver Marach, 2002, 2003: Alexander Peya, 2005: Maximilian Raditschnegg/Patrick Schmölzer) 1 × österreichische Staatsmeisterin Damen Doppel (2016: Katharina Knöbl) 3 × österreichischer Meister Mixed (1958: Peter Böck, 1973, 1974: Peter Pokorny) 2 × österreichischer Hallenmeister Herren Einzel (1978: Martin Lorenzoni, 1989: Oliver Fuchs) 7 × österreichischer Hallenmeister Herren Doppel (1927 Erwin Mayer (Bolzano)/Paul Rieckh, 1975, 1976: Peter Pokorny, 1979 Peter Pokorny/Martin Lorenzoni, 1989: Oliver Fuchs), 1991, 1994 Thomas Weindorfer/Alexander Pfann 4 × österreichischer Vizestaatsmeister Damen Einzel (1971 – 1973: Ria Leyrer-Hollingsworth, 2011: Anna Bartenstein) zahlreiche österreichische Jugend- und Juniorenmeisterschaften (u. a. 2005: Mannschaftsmeister U18, 1936, 1938: Hans Payer, 1961: Ria Leyrer, 1963: Peter Rock, 1977, 1978: Martin Lorenzoni, 1981: Gilbert Schaller, 1982: Hans Prassl, 1983: Oliver Fuchs, 2012: Daniel Fabisch, 2015, 2018: Morris Kipcak/Filip Miscolic, 2017: Elena Grießner, 2018: Elisabeth Kölbl, 2019: Filip Misolic) |
| --- |

| ÖTV-Daviscup-Spieler mit GAK-Vergangenheit: |
| ------------------------------------------- |
| Hermann von Artens                          |
| Erwin Mayer (Bolzano)                       |
| Peter Böck (1957 – 1959)                    |
| Herbert Holzer                              |
| Peter Pokorny                               |
| Gilbert Schaller                            |
| Oliver Fuchs                                |
| Thomas Muster                               |
| Oliver Marach                               |
| Dominic Thiem                               |
| Julian Knowle                               |

| Mannschaftsaufstellungen österreichische Staatsmeister 1938 bis 1940, 1989, 1991, 2002:                                            |
| 1938 – 1940 |
| --- |
| Hans Payer, Harald Nierhaus, Hans Zahlbruckner, Fredi Eichholzer, Hans Ebner, Rudolf Grieß, Karl Peitler                           |
| 1989 |
| Karel Novacek, Gilbert Schaller, Oliver Fuchs, Alexander Pfann, Thomas Weindorfer, Thomas Prerovsky, Hans Prassl, Martin Lorenzoni |
| 1991 |
| Gilbert Schaller, Thomas Prerovsky, Tomáš Šmíd, Alexander Pfann, Thomas Weindorfer, Christof Raninger                              |
| 2002 („Steirische Sportmannschaft 2002“)                                                                                           |
| Alexander Peya, Julian Knowle, Oliver Marach, Patrick Schmölzer, Ivan Vajda, David Sanchez, Werner Eschauer, Michael Kohlmann      |
| Deutscher Akademischer Meister 1940                                                                                                |
| Hans Payer, Harald Nierhaus, Wech, W. Pum                                                                                          |

- Ehrenpräsident: Paul Rieckh †

### Meisterschaftsplatzierungen Basketball
| Meisterschaftsplatzierungen Damen:                     | Meisterschaftsplatzierungen Damen:    | Meisterschaftsplatzierungen Damen: |
| Saison                                                 | Liga                                  | Platz                              |
| ------------------------------------------------------ | ------------------------------------- | ---------------------------------- |
| ab 1952/53                                             | Steirische Liga                       |                                    |
| 1958/59                                                | Steirische Liga                       | 1.                                 |
| 1959/60                                                | Steirische Liga                       | ?                                  |
| 1959/61                                                | Steirische Liga                       | ?                                  |
| 1961/62                                                | Steirische Liga                       | 1.                                 |
| 1962/63                                                | Steirische Liga                       | 2.                                 |
| 1963/64                                                | Steirische Liga                       | 2.                                 |
| 1964/65                                                | Steirische Liga                       | 1.                                 |
| 1965/66                                                | Steirische Liga                       | 1.                                 |
| 1966/67                                                | Steirische Liga                       | 1.                                 |
| 1967/68                                                | Steirische Liga                       | 2.                                 |
| 1968/69                                                | Steirische Liga                       | 2.                                 |
| zwischen 1969 und 1974 keine steirische Liga           |                                       |                                    |
| 1974/75                                                | Steirische Liga                       | 1.                                 |
| 1975/76                                                | Steirische Liga                       | 1.                                 |
| 1976/77                                                | Steirische Liga                       | 1.                                 |
| 1977/78                                                | Steirische Liga                       | 1.                                 |
| 1978/79                                                | Steirische Liga                       | 1.                                 |
| 1979/80                                                | Steirische Liga                       | 1.                                 |
| 1980/81                                                | Steirische Liga                       | 1.                                 |
| 1981/82                                                | Staatsliga B                          | 5.                                 |
| 1982/83                                                | Staatsliga B                          | 3.                                 |
| 1983/84                                                | Staatsliga A                          | 6.                                 |
| 1984/85                                                | Staatsliga A                          | 5.                                 |
| 1985/86                                                | Staatsliga A                          | 7.                                 |
| 1986/87                                                | Staatsliga A                          | 7.                                 |
| 1987/88                                                | Staatsliga A                          | 4.                                 |
| 1988/89                                                | Staatsliga A                          | 3.                                 |
| 1989/90                                                | Staatsliga A                          | 4.                                 |
| 1990/91                                                | Staatsliga A                          | 4.                                 |
| 1991/92                                                | Staatsliga A                          | 4.                                 |
| 1992/93                                                | Staatsliga A                          | 4.                                 |
| 1993/94                                                | Staatsliga A Steir. Meister 1992 – 94 | 4.                                 |
| 1994/95                                                | Steirische Liga                       | ?                                  |
| 1995/96                                                | Steirische Liga                       | 1.                                 |
| 1996/97                                                | Bundesliga Steir. Meister 1997        | 6.                                 |
| 1997/98                                                | Bundesliga                            | 5.                                 |
| 1998/99                                                | Bundesliga                            | 6.                                 |
| 1999/2000                                              | Bundesliga                            | 4.                                 |
| 2000/01                                                | Bundesliga                            | 5.                                 |
| 2001/02                                                | Bundesliga                            | 6.                                 |
| 2002 – 2008                                            | Regionalliga (2. Liga)                |                                    |
| 2008/09                                                | AWBL2 2. Platz Landesliga             | 2./Playoff: 5.                     |
| 2009/10                                                | AWBL2 2. Platz Landesliga             | Playoff: 6.                        |
| 2010 Einstellung Spielbetrieb Allgemeine Klasse Frauen |                                       |                                    |

| Meisterschaftsplatzierungen Herren: | Meisterschaftsplatzierungen Herren:                             | Meisterschaftsplatzierungen Herren: |
| Saison                              | Liga                                                            | Platz                               |
| ----------------------------------- | --------------------------------------------------------------- | ----------------------------------- |
| 1950/51                             | Steirische Liga                                                 | 1.                                  |
| 1951/52                             | Steirische Liga                                                 | 1.                                  |
| 1952/53                             | Steirische Liga                                                 | 1.                                  |
| 1953/54                             | Steirische Liga 2. Platz österr. Meisterschaft                  | 1.                                  |
| 1954/55                             | Steirische Liga 3. Platz österr. Meisterschaft Sieger Landescup | 1.                                  |
| 1955/56                             | Steirische Liga                                                 | 1.                                  |
| 1956/57                             | Steirische Liga Sieger Landescup                                | 1.                                  |
| 1957/58                             | Steirische Liga 2. Platz österr. Meisterschaft                  | 1.                                  |
| 1958/59                             | Steirische Liga 2. Platz österr. Meisterschaft Sieger Landescup | 1.                                  |
| 1959/60                             | Staatsliga                                                      | 5.                                  |
| 1960/61                             | Staatsliga                                                      | 8.                                  |
| 1961/62                             | Staatsliga                                                      | 9.                                  |
| 1962/63                             | Steirische Liga                                                 | 1.                                  |
| 1963/64                             | Steirische Liga                                                 | 1.                                  |
| 1964/65                             | Steirische Liga                                                 | 2.                                  |
| 1965/66                             | Steirische Liga                                                 | 1.                                  |
| 1966/67                             | Staatsliga B                                                    | 3.                                  |
| 1967/68                             | Staatsliga B                                                    | 4.                                  |
| 1968/69                             | Staatsliga B                                                    | 3.                                  |
| 1969/70                             | Staatsliga B                                                    | 2.                                  |
| 1970/71                             | Staatsliga A                                                    | 8.                                  |
| 1971/72                             | Staatsliga B                                                    | 6.                                  |
| 1972/73                             | 2. Klasse Stmk.                                                 | 1.                                  |
| 1973/74                             | 1. Klasse Stmk.                                                 | 1.                                  |
| 1974/75                             | Steirische Liga                                                 | 2.                                  |
| 1975/76                             | Steirische Liga                                                 | 3.                                  |
| 1976/77                             | Steirische Liga                                                 | 1.                                  |
| 1977/78                             | Steirische Liga                                                 | 1.                                  |
| …                                   |                                                                 |                                     |
| 1988/89                             | Steirische Liga                                                 | 1.                                  |
| …                                   |                                                                 |                                     |
| 1996/97                             | Steirische Liga                                                 | 1.                                  |
| 1997/98                             | Steirische Liga                                                 | 1.                                  |
| 1998/99                             | Steirische Liga                                                 | 1.                                  |
| bis mind. 2004/05                   | Steirische Liga                                                 |                                     |
| …                                   |                                                                 |                                     |
| 2008/09                             | 1. Klasse Stmk.                                                 | 4./Playoff: 2.                      |
| 2009/10                             | 1. Klasse Stmk.                                                 | 2./Playoff: 3.                      |
| 2010/11                             | Steirische Liga                                                 | 1.                                  |
| …                                   |                                                                 |                                     |
| 2014/15                             | Steirische Liga                                                 | 6.                                  |
| 2015/16                             | Steirische Liga                                                 | 3.                                  |
| 2016/17                             | Steirische Liga Sieger Landescup                                | 3.                                  |
| 2017/18                             | Steirische Liga Finalist Landescup                              | 9.                                  |
| 2018/19                             | Steirische Liga                                                 | 7./Mit.-Playoff: 1.                 |
| 2019/20                             | Steirische Liga                                                 | abgebrochen                         |
| 2020 – 24                           | 1. Klasse Stmk.                                                 |                                     |
| 2024/25                             | Steirische Liga                                                 | GD: 6./UPO: 1.                      |

- Nationalteamspieler: Ute Bouvier, Elisabeth Ully, Gabriele Riedmüller (19 Spiele/1988 bis 1993), Brigitte Wiener-Pucher, Ingrid Zeilinger bzw. Peter Schirnhofer
- Ehrenpräsidenten: Gerhard Maurer, Alfred Grengg, Karl-Heinz Wiener-Pucher († 2019)

### Erfolge Wasserspringen/GAK-Wasserspringen
| Österreichische Staatsmeistertitel GAK-Wasserspringen:                      | Österreichische Staatsmeistertitel GAK-Wasserspringen:                                                     | Österreichische Staatsmeistertitel GAK-Wasserspringen: |
| Name                                                                        | Bewerb, Jahr(e)                                                                                            | Anzahl                                                 |
| --------------------------------------------------------------------------- | --- | ------------------------------------------------------ |
| Cara Albiez                                                                 | Turmspringen: 2018, 2021 – 24 Kunstspringen: 2019, 2021 – 25 Synchron 3 m: 2019                            | 12                                                     |
| Dariush Lotfi                                                               | Turmspringen: 2017 – 19, 21, 24, 25 Synchron 3 m: 2018, 24 Synchron Turm: 2022 Kunstspringen: 2022, 24, 25 | 12                                                     |
| Armin Lind                                                                  | Kunstspringen: 1965, 1966, 1968 – 70 Turmspringen: 1966, 1968 – 70                                         | 9                                                      |
| Olivia Meusburger                                                           | Synchron 3 m: 2019, 2021 – 23                                                                              | 4                                                      |
| Regina Diensthuber                                                          | Synchron 3 m: 2015 – 17                                                                                    | 3                                                      |
| Robert Köllner                                                              | Kunstspringen: 1916, 1923                                                                                  | 2                                                      |
| Ludovica Sölkner                                                            | Kunstspringen: 1923, 1929                                                                                  | 2                                                      |
| Bärbel Neubauer                                                             | Kunstspringen: 1973, 1974                                                                                  | 2                                                      |
| Annika Meusburger                                                           | Synchron 3 m: 2021, 2022                                                                                   | 2                                                      |
| Inge Pristolitsch                                                           | Kunstspringen: 1958                                                                                        | 1                                                      |
| Silvia Titze                                                                | Turmspringen: 1973                                                                                         | 1                                                      |
| Bettina Bundschuh                                                           | Turmspringen: 1975                                                                                         | 1                                                      |
| Rene u. Paul Pachernegg                                                     | Synchron 3 m: 2000                                                                                         | 1                                                      |
| Gerhard Werner u. Paul Pachernegg                                           | Synchron 3 m: 2001                                                                                         | 1                                                      |
| Josef Hiebler-Texer                                                         | Synchron 3 m: 2005                                                                                         | 1                                                      |
| Quelle: www.gak-wasserspringen.at – Stand: 2025; 2020 keine Meisterschaften | |                                                        |

- Nationalteam (u. a.): Ludovica Sölkner, Inge und Gerda Pristolitsch, Armin Lind, Kurt Sauer, Margrit und Bärbel Neubauer, Silvia Titze, Bettina Bundschuh, Gerhard Werner, Karl Dieber, Günter Neumeister, Rene und Paul Pachernegg, Petra Schuster, Katharina Wiespeiner, Alba Doujenis, Alexander Grebenz, Regina Diensthuber,[156] Cara Albiez,[156] Annika und Olivia Meusburger,[156][157] Dariush Lotfi[156], Paul Castellani
- Teilnahmen Jugend-WM: Cara Albiez (2022)
- Teilnahmen Jugend-EM: Silvia Titze (1971 – Finale, 1973), Bettina Bundschuh (1975, 1976 – 8. Platz), Gerhard Werner (1975), Günter Neumeister (1978), Karl Dieber (1982, 1984, 1985), Rene Pachernegg, Ingomar Gruber (1989), Alexander Reistenhofer (1990), Katharina Wiespeiner, Petra Schuster (1998, 1999), Paul Pachernegg (1998, 2000, 2001), Alba Doujenis (2012), Alexander Grebenz (2015), Regina Diensthuber (2015, 2017), Dariush Lotfi (2019), Cara Albiez (2021, 22, 23)
- Ehrenmitglieder (Stand: Februar 2023); Hugo Schuster,[158] Roswitha Bartunek, Richard Frece, Heiner Rothe, Gerhard Werner, Konstantin Grivas, Armin Lind[159]

### Meisterschaftsplatzierungen Eishockeysektion
| Meisterschaftsplatzierungen Eishockeysektion 1928 – 1935 und 1953 – 1976: | Meisterschaftsplatzierungen Eishockeysektion 1928 – 1935 und 1953 – 1976: | Meisterschaftsplatzierungen Eishockeysektion 1928 – 1935 und 1953 – 1976: |
| Saison                                                                    | Liga                                                                      | Platz                                                                     |
| ------------------------------------------------------------------------- | ------------------------------------------------------------------------- | ------------------------------------------------------------------------- |
| 1928/29                                                                   | Steirische Liga                                                           | 4.                                                                        |
| 1929/30                                                                   | Steirische Liga                                                           | ?                                                                         |
| 1930/31                                                                   | Steirische Liga                                                           | ?                                                                         |
| 1931/32                                                                   | Steirische Liga                                                           | ?                                                                         |
| 1932/33                                                                   | Provinzmeisterschaft 2. Klasse Ost                                        | 3.                                                                        |
| 1933/34                                                                   | Provinzmeisterschaft 2. Klasse Ost                                        | 2.                                                                        |
| 1934/35                                                                   | Provinzmeisterschaft 2. Klasse Ost                                        | 3.                                                                        |
| zwischen 1936 und 1952 keine Eishockeysektion                             |                                                                           |                                                                           |
| 1953/54                                                                   | Steirische Liga-Süd                                                       | 1.                                                                        |
| 1954/55                                                                   | Steirische Liga-Süd                                                       | ?                                                                         |
| 1955/56                                                                   | Steirische Liga-Süd                                                       | 4.(?)                                                                     |
| 1956/57                                                                   | Steirische Liga-Süd                                                       | 1.                                                                        |
| 1957/58                                                                   | Steirische Liga-Süd                                                       | ?                                                                         |
| 1958/59                                                                   | Steirische Liga-Süd                                                       | ?                                                                         |
| 1959/60                                                                   | Steirische Liga                                                           | 2.                                                                        |
| 1960/61                                                                   | Steirische Liga                                                           | 2.                                                                        |
| 1961/62                                                                   | Steirische Liga                                                           | 1.                                                                        |
| 1962/63                                                                   | Regionalliga Süd-Ost (3. Liga)                                            | 3.                                                                        |
| 1963/64                                                                   | Regionalliga Süd-Ost (3. Liga)                                            | ?                                                                         |
| 1964/65                                                                   | Regionalliga Süd-Ost (3. Liga)                                            | 5.                                                                        |
| 1965/66                                                                   | Nationalliga B (3. Liga)                                                  | 6.                                                                        |
| 1966/67                                                                   | Nationalliga B (3. Liga)                                                  | 1.                                                                        |
| 1967/68                                                                   | Nationalliga A (2. Liga)                                                  | 5.                                                                        |
| 1968/69                                                                   | Oberliga (2. Liga)                                                        | 5.                                                                        |
| 1969/70                                                                   | Oberliga (2. Liga)                                                        | 1.                                                                        |
| 1970/71                                                                   | Bundesliga (1. Liga)                                                      | 8.                                                                        |
| 1971/72                                                                   | Oberliga Ost (2. Liga)                                                    | 3./Playoff: 5.                                                            |
| 1972/73                                                                   | Oberliga (2. Liga)                                                        | n/b bzw. 8.                                                               |
| 1973/74                                                                   | Oberliga Ost (3. Liga) Spielgemeinschaft mit der GSV                      | 5.                                                                        |
| 1974/75                                                                   | Oberliga Ost (3. Liga) Spielgemeinschaft mit der GSV                      | 6.                                                                        |
| 1975/76                                                                   | Regionalliga Ost (3. Liga)                                                | ?                                                                         |

- Teamspieler: Othmar Russ, Hermann Kudl
- Ehrenpräsident: Anton Slippek †

### Staatsligaplatzierungen Wasserball
| Platzierungen Staatsliga Wasserball 1959 – 1971: | Platzierungen Staatsliga Wasserball 1959 – 1971: | Platzierungen Staatsliga Wasserball 1959 – 1971:                                                    |
| Jahr                                             | Platz                                            | Bemerkungen                                                                                         |
| ------------------------------------------------ | ------------------------------------------------ | --------------------------------------------------------------------------------------------------- |
| 1959                                             | ?                                                | österreichischer Vizejuniorenmeister                                                                |
| 1960                                             | 6.                                               | österreichischer Juniorenmeister                                                                    |
| 1961                                             | 3.                                               | steirischer Meister                                                                                 |
| 1962                                             | 4.                                               | Finalist Hallencup                                                                                  |
| 1963                                             | ?                                                | |
| 1964                                             | 7                                                | |
| 1965                                             | 3.                                               | |
| 1966                                             | 2.                                               | steirischer Meister                                                                                 |
| 1967                                             | ?                                                | steirischer Meister                                                                                 |
| 1968                                             | 2.                                               | steirischer Meister                                                                                 |
| 1969                                             | 2. (?)                                           | österreichischer Hallenmeister, steirischer Meister (Halle und Freiluft), steirischer Jugendmeister |
| 1970                                             | 1.                                               | Europacup                                                                                           |
| 1971                                             | 1.                                               | keine Europacupteilnahme wegen Sektionsauflösung                                                    |

- Nationalteam (u. a.): Hans Radl, Horst Kölli, Gert Kölli, Sylvester Castellani, Harald Loidl, Richard Tandl, Günther Gangl, Peter Petritsch, Haslinger

### Staatsmeistertitel Schwimmsektion
| Österreichische Staatsmeistertitel Schwimmsektion: | Österreichische Staatsmeistertitel Schwimmsektion: | Österreichische Staatsmeistertitel Schwimmsektion: |
| Name                                               | Bewerb, Jahr(e) | Anzahl                                             |
| -------------------------------------------------- | --- | -------------------------------------------------- |
| Gert Kölli                                         | 100 m Freistil: 1958 – 60, 1962 – 65, 1967 200 m Freistil: 1958, 1964 – 68 400 m Freistil: 1962 – 64 1500 m Freistil: 1962 | 19(+5 Staffel)                                     |
| Fritz Rödiger                                      | 400 m Freistil: 1922, 1924, 1926, 1927, 1929 – 31 200 m Freistil: 1925, 1929, 1930, 1933 100 m Rücken: 1928, 1929 | 13 (+ 3 Staffel)                                   |
| Staffelwettbewerbe Herren                          | 4 × 100 m Freistil: 1926, 1962 (Walter Keck, Richard Tandl, Günther Gangl, Gert Kölli), 1964, 1967, 1968 (Manfred Luschan, Heinz Walcher, Richard Tandl, Gert Kölli) 4 × 200 m Freistil: 1929 (Alfred Rainer, Hans Seitz, Max Tandl, Fritz Rödiger), 1968 (Teunis Lems, Heinz Walcher, Manfred Luschan, Gert Kölli) 3 × 100 m Lagen: 1928 | 08                                                 |
| Ursula Seitz                                       | 100 m Rücken: 1963, 1964, 1966 200 m Rücken: 1964 – 66 400 m Lagen: 1966 100 m Freistil: 1968 | 08                                                 |
| Staffelwettbewerbe Damen                           | 3 × 100 m Lagen: 1926, 1929 (u. a. mit Ludovica Sölkner) | 02                                                 |
| Georg Vrbancic                                     | 100 m Brust und Freistil: 1920 | 02                                                 |
| Hans Seitz                                         | 100 m Rücken: 1932, 1933 | 02                                                 |
| Leopold Bradatsch                                  | 500 m Freistil: 1919 | 01                                                 |
| Rudolf M. Ditmar                                   | 100 m Freistil: 1928 | 01                                                 |
| Susanne Schneeweiss                                | 200 m Brust: 1955 | 01                                                 |
| Teunis Lems                                        | 1500 m Freistil: 1967 | 01                                                 |

- Nationalteam (u. a.): Fritz Rödiger, Hans Seitz, Josef Parik, Egon Karf, Susanne Schneeweiss, Gert Kölli, Ursula Seitz, Helga Laincsek

### Österreichische Staatsmeistertitel Leichtathletiksektion
| Österreichische Staatsmeistertitel der Leichtathletiksektion: | Österreichische Staatsmeistertitel der Leichtathletiksektion: | Österreichische Staatsmeistertitel der Leichtathletiksektion: |
| Name                                                          | Bewerb, Jahr(e) | Anzahl                                                        |
| ------------------------------------------------------------- | --- | ------------------------------------------------------------- |
| Ferdinand Friebe                                              | 1500 m: 1913, 1914, 1919 – 24, 1926 – 29 800 m: 1919 – 23 | 170 (+ 2 Staffel)                                             |
| Fritz Umfahrer                                                | Speerwurf: 1924, 1925, 1927 – 29 Hochsprung: 1924, 1927 – 29, 1931 | 10                                                            |
| Hermann Tunner                                                | Zehnkampf: 1937 Diskuswurf: 1940 – 42 Weitsprung: 1941 Kugelstoßen: 1941, 1942 | 07                                                            |
| Ludmila Dunst                                                 | Crosslauf: 1952 – 55 800 m: 1953 – 55 | 07                                                            |
| Hans Volckmar                                                 | Kugelstoßen: 1922 Zehnkampf: 1922, 1923 | 03                                                            |
| Staffelwettbewerbe                                            | 1922: 3 × 1000 m (Schreiber, Ferdinand und Wilhelm Friebe) 1930: 4 × 1500 m (Volker Spannuth, Ferdinand Friebe, Karl Margreiter, Hubert Pugl) 1954: 4 × 100 m (Manfred Sewera, Eilfried Huth, Czadilek, Harald Kreuzer) | 03                                                            |
| Ernst Zahlbruck(n)er                                          | Hochsprung: 1930 Speerwurf: 1937, 1939 | 03                                                            |
| Raimund Held                                                  | Stabhochsprung: 1925, 1927 | 02                                                            |
| Karl Glaser                                                   | 100 m: 1929, 1930 | 02                                                            |
| Hubert Pugl                                                   | 800 m: 1930 1500 m: 1930 | 02 (+ 1 Staffel)                                              |
| Fritz Kamputsch                                               | Kugelstoßen einarmig: 1937 Kugelstoßen beidarmig: 1937 | 02                                                            |
| Fritz (?) Pribitzer                                           | Dreikampf: 1939, 1940 | 02                                                            |
| Fritz Schöber                                                 | Stabhochsprung: 1941, 1942 | 02                                                            |
| Ine Mayer-Bojana (Schäffer)                                   | Diskuswurf: 1943 Kugelstoßen: 1943 (gelegentlich auch als Mitglied des ADTV geführt) | 02                                                            |
| Erwin Reisinger                                               | Hammerwurf: 1946, 1947 | 02                                                            |
| Monika Kager                                                  | 100 m: 1961 200 m: 1962 | 02                                                            |
| Otto Egger                                                    | Weitsprung: 1914 Hochsprung: 1914 (Titel fraglich – teilweise als Drittplatzierter geführt) | 01 (2)                                                        |
| Armin Arbeiter                                                | Speerwurf: 1912 | 01                                                            |
| Josef Kastner                                                 | Speerwurf: 1923 | 01                                                            |
| Hermann Fritz                                                 | Stabhochsprung: 1926 | 01                                                            |
| Hans Friebe                                                   | 1500 m: 1935 | 01                                                            |
| Erich Vogler                                                  | 100 m: 1941 | 01                                                            |
| Alexander Mlaker                                              | 400 m: 1946 | 01                                                            |
| Manfred Sewera                                                | 100 m: 1953 | 01 (+ 1 Staffel)                                              |

- Nationalteam (u. a.): Ferdinand Friebe, Raimund Held, Hubert Pugl, Karl Glaser, Adolf Kamputsch, Egon Karf, Alfred Wagner, Ludmila Dunst, Monika Kager

### Erfolge der Handballsektion
| Meistertitel der Handballsektion: |
| 2 × österreichischer Staatsmeister Herren 1941, 1946 (Vizemeister: 1932, 1935, 1937, 1938, 1947 – 3. Platz: 1949) 9 × steirischer Landesmeister Herren 1935 – 38, 1941, 1946, 1947, 1949, 1950 (Vizemeister: 1934) 2 × österreichischer Vizestaatsmeister bei den Frauen 1937, 1949 6 × steirischer Landesmeister bei den Frauen 1935 – 37, 1949 – 51 |
| --- |

| Teamspieler:                                          |
| ----------------------------------------------------- |
| Franz Brunner (Silber Olympia 1936)                   |
| Erwin Ferner                                          |
| Wenzel Fiala                                          |
| Otto Fürnschuß                                        |
| Alfred Grengg (später Mitbegründer Basketballsektion) |
| Gottfried Hauser                                      |
| Walter Hütter (Universiade 1937)                      |
| Walter Karel                                          |
| Werner Klaus                                          |
| Karl Pock                                             |
| Walter Reisp (17 Einsätze, Silber Olympia 1936)       |
| Schober                                               |
| Heinz Schöfft                                         |
| Ernst Stoiser                                         |
| Erich Vogler                                          |
| Erwin Wendl                                           |
| Erika Hösch (WM-Silber 1949)                          |
| Grete Sulzbacher (WM-Silber 1949)                     |

### Erfolge der Wintersportsektion
| Erfolge und Meistertitel im Wintersport: |
| Olympiateilnahme 1936 in Garmisch-Partenkirchen (Bob „Österreich II“) und Bronzemedaillengewinner bei der Zweierbob-WM 1931 in Oberhof Hans Volckmar/Anton Kaltenberger 4 × österreichische Staatsmeistertitel (1927 Rodel-Einsitzer, 1929 -Doppelsitzer, 1931, 1937 Zweierbob) Hans Volckmar/Franz Hanschmann bzw. Anton Kaltenberger (Vizemeister – Zweierbob: 1924 Hanschmann/Volckmar, 1929 Volckmar/Ders, 1932 Volckmar/Kaltenberger) 5 × österreichische Staatsmeistertitel im Vierer- bzw. Fünferbob 1909, 1913, 1914, 1922, 1926 Carl Markel/Dr. Egon König bzw. Carl Markel/Dr. Fritz Zsak 2 × österreichischer Staatsmeister im Skeleton und Naturbahnrodeln 1914 Carl Markel 3 × österreichische Akademischer Meister im Langlauf 1930 und 1932 sowie 1932 in der Kombination (Langlauf, Ski Alpin, Sprunglauf) Hubert Pugl 4 × steirischer Meister im Spezialspringen und Nordischer Kombination 1932 und im Langlauf 1930 und 1931 Hubert Pugl |
| --- |

### Erfolge der Radsportsektion
| Erfolge der Radsportsektion: |
| 2 × steirischer Landesmeister Straßenrennen 1905 Richard Baumgartner, 1906 Egon Schmitz (Vizemeister: 1904 Egon Schmitz – Bahnfahren: 1910 Franz Seeger) 1 × steirischer Landesmeister 100-km-Rennen 1907 Franz Seeger 1 × steirischer Landesmeister Bergfahren 1913 Anton Smolnik 2 × steirische Meistertitel bis 1907/09 durch Hermann Kneschaurek und Roman Posch |
| --- |

### Erfolge der Eiskunstlaufsektion
| Erfolge der Eiskunstlaufsektion: |
| Teilnahme an der Eiskunstlauf-WM 1935 in Wien Helga Dietz-Schrittwieser 1 × österreichischer Vizestaatsmeister 1943 Paarlauf Anneliese Wambera/Walter Hüttner 2 × Bronzemedaillen bei den österreichischen Staatsmeisterschaften 1932 und 1933 Damen durch Helga Dietz-Schrittwieser 3 × Bronzemedaillen bei den österreichischen Staatsmeisterschaften 1937 – 1939 Paarlauf Helga Dietz-Schrittwieser/Pepo Jauernigg 1 × österreichischer Jugendmeister im Paarlauf 1932 Ridi und Pepo Jauernik 10 × steirische Meistertitel Paarlauf 1917 Baronin Crailsheim/Gustav Götz, 1933 – 35 Ridi und Pepo Jauernigg, 1937 – 40 Helga Dietz-Schrittwieser/Pepo Jauernigg, 1943 Anneliese Wambera/Walter Hüttner, 1944 Elly Staerk/Harry Gareis – Vizemeister: 1942 Wambera/Hüttner, 1943 Staerk/Gareis 8 × steirische Landesmeister Damen 1917 Baronin Crailsheim, 1933 – 35, 1937 – 39 Helga Dietz-Schrittwieser, 1944 Elly Staerk 3 × steirischer Meistertitel Herren 1937 Ewald Büchler, 1943, 1944 Harry Gareis (Vizemeister: 1943 Hans Thier) 1 × steirischer Meistertitel Eistanz Schaffus/Franz Plankl 1944 1 × steirischer Juniorenmeister Damen Elly Staerk 1943 |
| --- |